# かっとばせ!キヨハラくんの登場人物
かっとばせ!キヨハラくんの登場人物は、『月刊コロコロコミック』で連載されていた河合じゅんじの漫画『かっとばせ!キヨハラくん』に登場する架空の人物の一覧である。（）内は、モデルになった実在人物である。公式にはあくまでフィクションで、実在の人物・団体・球団とは一切関係ないことになっており、連載時においては、ごく稀にその旨を記していた。
作中に表示される個人記録や移籍・引退などの履歴は基本的にはモデルになった人物のものに準拠している。
なお、当時の実際の人物の役職や、選手の場合は所属球団や背番号などから類推して判別できるモブ的な人物は大勢存在するが、煩雑となるため記載しない。

## メインキャラクター
キヨハラカズヒロ（清原和博）
本作の主人公。西部ライアンズの選手。クワタを始め、個性的な脇役に押されて、イマイチ目立てていないが、一応主役である。LP学園（PL学園がモデル）出身。試合中でも大ボケをかます性格。実際の清原とは異なり、出っ歯があるのが特徴。頭を殴られると伸び、たびたび出っ歯を使ったギャグを披露。作者の別作品では出っ歯の代わりに唇が厚く描かれている。よくデッドボールを食らう（特に股間に）。9回2アウトで泣き出すこともある。調子が上がるとテングになる性格で、初期では丸いものが飛んでくると時も場所も考えずに打ち返してしまうクセがあった。当初は三冠王候補と言われていたが、毎年のように「不調」「成績が悪い」と言われ続け、いつまでも無冠の帝王のために作中でもタイトル争いの話が多い。それでも作中で1億円プレーヤーになるが、チームメイトのワタナベヒサノブやアキヤマから妬まれた。後に段々人気が落ちていく描写が見られ、1994年のバレンタインデーでは一つもチョコレートをもらえなかったと勘違いして、ショックを受け山にこもったことがある。通称「キヨちゃん」。第1話の時は顔つきが以降と違い、とてもイケメン。モリ監督の物真似が上手い。オチアイを尊敬している。
ボケる時、奇抜な格好をすることが多い。それらは「おもしろ変体」と表現され、主に彼とクワタが使用。読者から募集されたネタも登場した。
背番号は3。
クワタマスミ（桑田真澄）
陰の主人公。東京カイアンツの投手。LP学園出身。イヤガラセ・いたずらが趣味で「悪魔」「悪の権化」などと呼ばれている。得意なボールはデッドボールだが、コントロールは良いため、本気を出せば神がかり的なピッチングを見せる。ピッチャーだが、バッティングも高い技術を持つ。暗く、卑屈な性格。藁人形を常備し、成績がいい選手に藁人形による呪いをかけ、脅迫状を書く。そのため、周囲からかなり軽蔑されており、「クワタと友達になるくらいなら死んだほうがマシ」とまで言われたことがある。誰かに殴られるなどのお仕置きを受けると「しくしく」泣き出すのが特徴。同じLPの同期のキヨハラとは多分親友(キヨハラの方は彼を「友達」や「親友」と呼んだことは無く、拒否することさえある)。キヨハラをからかいに、西部が行く先々に必ず現れ、ほぼ全話に登場する。一コマも登場しなかった話は第3巻「キヨハラくんVSカズシゲくん」のみ。中盤以降になると無意味に女装する。例年明るい性格へイメージチェンジを計るが、結局は自分を偽れず、すぐ元に戻ってしまう。毎年開幕時になると開幕投手から外されるネタがあるが、実際に1989年の開幕投手に抜擢された日にキヨハラに喜びを伝えに西部球場まで足を運んで来たが拒否され、逆恨みでイヤガラセをしたところ、怒ったモリ監督にベンチ脇でロープで縛られ試合に行けなくなってしまうという（半分自業自得の）意地悪行為に遭ってしまう。1990年以降は実際の桑田が金銭問題に巻き込まれ、その影響か漫画のクワタも悪魔男から悪徳商人にキャラが変わっていった。小学生時代は顔も性格も丸かったが、偶然リトルリーグの試合で相手チームの欠員の穴埋めに自身が連れてきたキヨハラと対戦した際、バットや打球を顔面に当てられ、さらにフェンスに叩きつけられて落下した看板を食らったことで、顔の形と共に性格が変わってしまう（キヨハラの方は、その経緯はおろか、当時クワタと会っていたことすら、全く憶えていなかった）。1992年、マキという女性と結婚。子供も生まれると語っている。通称「クワちゃん」、「ホクロ男」。作者が描く他の野球漫画でも共通のキャラ。また、「新人いじめ」が好きでモトキらが被害に遭っている。終盤あたりでは、キャラに似合わずルカちゃん人形（モデルはリカちゃん人形）がお好きらしい。酔うと笑い上戸になる。
基本は悪魔男ではあるものの、偶然乗り合わせた飛行機内でおにぎりをキヨハラに分けてやろうとしたり、オー監督の退団試合で先発を任されて彼のためにとまじめに投げたり、最終回ではキヨハラのために銅像を作ったりと、たまにはいいことをしようとすることがあるのだが、おにぎりは無意識のうちにフォークを投げてしまったせいでキヨハラの隣、クワタから見て手前の席にいたモリ監督の顔に命中し、退団試合では思いとは裏腹に簡単に打たれ、銅像はボールを投げると打つ性能が高過ぎてキヨハラ本人に八つ当たりされてしまう。さらに球団経営の海の家では夏向きでいいと思って幽霊の扮装をしたが、客を怖がらせただけだったため、オー監督に殴られてしまった。このため、作中で本人も言っているが「人のために何かすると裏目に出る」性格である。また、自身がスランプでクドーに指導してもらう時は素直になっていた。ホクロを押すと目がスロットマシーンのように変わる。
自宅マンションには一面藁人形だらけの部屋やデッドボールの練習用トレーニングルームがある。
顔の形がホームベースに似ていることが度々ネタになったり、初期ではいつ登板があってもいいように準備するもオー監督に「予定はない」と告げられてショックを受ける、というやりとりが恒例だった。また、ミスタークワック（マリックのパロディ）に扮するネタも度々登場した。他にも、女性やハゲオヤジ（加藤茶のパロディ）、他の選手（キヨハラなど）に化けるなど、「おもしろ変体」というより「変装」をすることが多くなった。（特に女性に化けることが多い）
1度、過ってキヨハラのバットで殴られたショックで善人になるが、その後転んで再び頭を打ち、元に戻るどころか前より暗い性格になってしまった。
背番号は18。

## 作内のプロ野球メイン球団

### 西部ライアンズ

#### 監督・コーチ
モリ監督（森祇晶）
西部ライアンズの監督。現実とは違い非常に短気で、ツッコミ専用のハンマーを所持している。また、ふざけていると噛みつく（特にキヨハラに）。とても厳しい監督で、そのため選手からの不満も多く、よくメガネデブと陰口を叩かれている。だが、キヨハラの私生活を監視するためにぬいぐるみに化けてキヨハラのマンションに忍び込む、成績の悪いキヨハラをサンタのトナカイにしてクドーの家に行かせるなど、やっていることは茶目っ気がある。一人称が「わし」だったり「オレ」だったりする。普段は緻密な采配をとるが、たまに采配でボケをかます（例：キヨハラをサードへコンバートする際、不在となったファーストを決めるのを忘れる、など）。敵が多く、特にカイアンツの監督とは全員と仲が悪い。とはいえ、年がら年中いがみ合ったりしているわけではなく、普通に会話する時もある。
連載開始時から終了までずっと西部の監督だった。ただし、一度だけキヨハラが見た夢の中では、コバ監督になって大洋のユニフォームを着ていたことがある（その時のモリ監督はオーだった）。
別作品の『ベロベロベースボール』では主役的存在。
一度だけだが、沢田ユキオ「スーパーマリオくん」11巻の、ワリオの森編の最初のところにも登場したことがある。
背番号は81。
クロダコーチ（黒田正宏）
西部のコーチ。モリ監督の参謀。海辺の練習でライアンズの選手たちに「波乗り千本ノック」を見舞う一人として登場した。その後、1990年タイエーへ移籍。『ベロベロベースボール』では顔が変わり、タブチ監督とのからみが描かれている。
背番号は一貫して85。
クロエコーチ（黒江透修）
西部のコーチ。1990年就任。モリ監督の側近。1993年の日本シリーズ（実際はヤクルトだが、作中ではカイアンツが対戦相手）では、クワタが調合した薬の力で巨大化したマツイの前に唖然としているモリ監督を介抱していた。『ベロベロベースボール』ではギャグもかませる、お茶目な一面も。
背番号は85。

#### 主要選手
クドー（工藤公康）
西部の左のエース。先発四本柱の1人。しかし「左は二流だらけ」とモリ監督の評価は厳しい。キヨハラと仲が良い。しかし、ワタナベヒサノブとはライバル関係であり、開幕投手を賭けて毎年けんかしているが、キヨハラを加えた3人で行動を共にすることもしばしばなので、仲がいいのか悪いのかよくわからない関係。目立ちたがり屋で他の投手の出番を奪うことが多く、またチーム内ではキヨハラとの大ボケが一番多いキャラクターであり、ツッコミ役に回ることも多かった。カエル、アヒルに例えられている。本人は初期では嫌がる描写もあったが、途中からは自分からやるようになり、「ゲロゲーロ」と鳴く。本人いわく、光ゲンジのモロボシ（諸星和己）似。通称「クドちゃん」。キヨハラ、クワタを除けば、トップクラスに出番が多い。コミックス1巻の半ばまでは、顔にそばかすがあった。1度、ボケが過ぎて3軍に落とされたことがある。
背番号は47。
ヒガシオ（東尾修）
ベテラン投手で作中前期のエース。頼れる皆の兄貴分。しかしクドーをライバル視したり、世代交代で台等する若手の存在をいつまでも認めないなど、冷酷非情で冷たい性格だが中身は器の小さい人間である。クワタほどでないが、よくデッドボールを投げる（実際の東尾も与死球歴代1位である）。1988年現役引退。引退後は解説者に就任。口が悪く、他球団の悪口を平気で言う（ロッデのアリトー監督には激怒され、叩きのめされた）。作中で「来年からオレが監督になる」とボケたことがあり、現実ではその5年後本当に西武の監督に就任した。1987年オフに実際の東尾が麻雀賭博問題から半年間の出場停止処分を受けたことが、3巻でネタにされていた（詳細は伏せられるも、モリ監督に「おめーは6月まで大人しくしてろって言ったろ!」と怒鳴られた）。
背番号は21。
イシゲ（石毛宏典）
内野手。チームリーダー。モリ監督が唯一真面目に話の出来る相手だが、結局はボケで頼れない。いつも笑った顔をしていて、怒る時も変わらない。鼻の穴がでかい、通称ハナの穴男。鼻息が荒く、鼻息で人を吸い寄せるor吹き飛ばす、球場の関係者食堂のエアコンが故障した際に除湿機代わりにされるなど、人間技を超えた力を持っている。東京ドームでのオールスターゲームでは、ただでさえ空気が薄いのに彼が大量に吸うため、先発の大洋・ニウラが呼吸困難に陥ったことがある。鼻でラーメンやうどんを食べることが出来る。打撃のセンスはかなりのもので、キヨハラが不振の時、彼の代わりに、アキヤマ・パークレオとともに「新クリーンナップトリオ」と呼ばれたほど。
キヨハラより先に1億円プレーヤーになっていた選手だが、それに関してかなりプライドが高く、まだ1億円に達していない頃のキヨハラがサードにコンバートされて自身がショートに戻された際、「自分より給料の安いヤツにポジションを取られるのはプライドが許さない」とモリ監督に詰め寄ったほど。
背番号は7。
アキヤマ（秋山幸二）
外野手。キヨハラとのAK砲を組む。俊足、長打とホームインでのバック転が売り。
作中では会話が少なく、いつも後ろでニコニコしている背景キャラとしての出番が多い。温厚だが、年俸がからんだ場合は人格が変わる。
嬉しさが高まるとチューしたくなる癖があり、時々大ボケをかますこともある。
1994年、世紀のトレードでタイエーに移籍。「サヨナラ、アキヤマさん」という彼が主役のストーリーが最終回間際に描かれている。
もう一度キヨハラとアベックホームランを打つというアキヤマの願いをかなえるため、カイアンツと特別試合がおこなわれたが、クワタのせいでひどい目に遭ってしまった。以降はほとんど出番が無かったが、異種格闘ベースボールと最終回では、1コマずつながら、タイエーのユニフォーム姿で登場した。
背番号は一貫して1。
ワタナベヒサノブ（渡辺久信）
西部の右のエース。先発四本柱の1人。クドーのライバルだが、クドーよりモリ監督に信頼されている。通称「ナベちゃん」。鍋を使ったネタをたまに使う。キヨハラ、クドーの3人でよく行動を共にしていて、そんな時はキヨハラとともにボケに回ってクドーに突っ込まれることがある。モリ監督に「新人類トリオ」と勝手に名付けられている（実際に1986年の新語・流行語大賞ではこの3人が授賞式に出ている。作中では1番彼がまとも）。女性ファンに人気があるプレーボーイだったが、1991年以降は結婚と共に成績・人気がガタ落ちし、女性人気を後輩のシオザキに取って代わられてしまい、サヨナラ負けした際に往来の女性ファン達から野次られるわ、チームメイト達からは妬き入れられるわと後半では悲惨な扱いが多くなっていった。『ベロベロベースボール』では額が広くなって髪が薄くなった。
背番号は41。
ワタナベトミオ（渡辺智男）
1989年に台頭した西部の投手。カモノハシに似た顔。速球派だが、しゃべりが遅い。あまりボケはやらないが、11巻では着ぐるみを着てボケを披露。その他、キヨハラと一緒にボケたこともあるが、モリ監督に1億円プレーヤーである、ないの違いで理不尽な差別を受けた。その後、成績低迷のせいで12巻以降まったく登場しなくなり、現実では秋山と共にダイエーに移籍している。『ベロベロベースボール』ではチームメイトから河童顔と言われている。7巻では、ワタナベト「シ」オと、名前を間違えて表記されている。
背番号は21。
シオザキ（潮崎哲也）
1990年ドラフト1位入団の若手投手で作中後半を代表するエース。決め球はシンカー。女性ファンから人気が高く、子供ぶっているが、キヨハラと1歳しか年齢が違わない。登場初期は普通だったが、途中から顔が小学生のようになり、ナルシストなぶりっ子キャラクターに変わっていった。モリ監督にも甘やかされている。その後実際に結婚するも女性ファン人気は衰えず。クドー、ワタナベヒサノブら先輩投手に妬まれて、いじめに遭うことが多い。新人王になったノモを妬んで藁人形で攻撃したり、キヨハラの一日妻としてウエディングドレス姿で女装をしたことがある。
背番号は16。
カトリ（鹿取義隆）
抑えとして活躍した元カイアンツの投手。オー監督に気に入られ、すぐ「ピッチャーカトリ!」と登板を命じられる。しかし酷使がたたって燃え尽きてしまい、1990年、トレードで西部に移籍。西部では復調し、大ボケで降板させられたクドーの尻ぬぐいなど、タフに仕事をこなした。いつも頭に蚊取り線香を乗せている。西部移籍後もオー監督にしつこくつきまとわれた。西部について、キヨハラらの様子から「変なチームに来ちゃったな」と思っている。
初登場時と1987年の日本シリーズ以降とで顔が変わっている。
背番号は29（カイアンツ時代）→26（西部移籍後）。
マツヌマ兄やん（松沼博久）
西部の主力投手の1人だが地味で影が薄く、控えめな性格。1989年の開幕戦の開幕投手に指名された時は、自分でも信じられず、頬をつねったことがある。弟のマツヌママサユキ（松沼雅之）と2人、兄弟選手としてやっていることから兄やんと呼ばれている。1990年現役引退。弟のマサユキは、作中には1コマしか登場しない。
背番号は15。
モリヤマ（森山良二）
西部の投手。先発四本柱の1人。2年目の1988年に活躍。ドラフト1位だが、初登場時はキヨハラに「1年目に活躍していないから、2年目のジンクスの心配がいらない」とからかわれていた。先発四本柱の1人。その後3年目のジンクスと言うべきか、本当に鳴かず飛ばずに終わってしまった。
背番号は31。
イトー（伊東勤）
不動の正捕手。出番は多いが、キャッチャーマスクのせいであまり素顔が見せられず、目立つことが出来ない。
彼の初長セリフは「オレはなあ、この漫画で1度も素顔を見せたことがないんだぞ!俺たちキャッチャーだって目立ちたいやい!」(真の初セリフはその前の「ナイスボール」である。)
モリ監督に「キャッチャーは黙ってウンチスタイルをしてればいい」と言われてしまう、負傷で長期離脱した際にはモリ監督の「なんとかしてイトーの穴を埋めなければ」という言葉に反応したキヨハラに埋められる（「イトーを穴に埋めなければ」という聞き間違い）、クワタのイヤガラセにより車椅子（プラス押し役のキヨハラ）もろ共フェンスに激突してケガを悪化させられるなど、理不尽な扱いが多い。
背番号は27。
ヒラノ（平野謙）
1988年、中日よりオノとのトレードで入団。太い眉毛が特徴。送りバントと外野守備の名手。俊足のため盗塁も得意（中日時代に盗塁王獲得経験がある）。
移籍元年、対中日戦ではよく、ホシノ監督（中日）から試合中にバットを振るな!と脅されていた。その中日時代は第2回のカイアンツ対中日戦に1カットだけ登場、カイアンツ対ライアンズの日本シリーズの回にホシノ監督を胴上げする部分にモブで出ていた。なお中日時代はすべて後ろ姿だけの登場で、顔と台詞が加わったのは西武に移籍した後からである。
西武移籍後は初登場時にホシノに脅されて三振させられ涙目でベンチに下がる、2回目登場時にはセーフティバントで出塁するかと思った瞬間に投球練習中のクワタの球を後頭部に喰らって気絶、その後もキヨハラが一塁ランナーのイシゲをクレーンで一気に三塁まで運ぼうとするのにノッた責任を取らされてモリ監督に宙吊りにされてしまったり、4コマではキヨハラとツジがはじいたマロドックの打球をさらにはじいてスタンドインさせたり、とあまり良い場面がない。
西部時代の背番号は24。
ツジ（辻発彦）
内野手。名手であり、西部の「貝打線（下位打線と掛けた駄洒落）」を支えた職人（後半はトップバッターを務めた）。1987年の日本シリーズで泣き出したキヨハラを慰める場面がネタにされたが、普段は地味。キヨハラの出っ歯を伸ばす際に後頭部を蹴るのはほとんど彼の役割である。モブとしての出演はかなり多い。
コロコロアニキ2017年夏号に西部の監督として久々に登場する。
背番号は5。

#### サブキャラとして登場した選手
カナモリ（金森栄治）
デッドボールの達人。外野手。LP学園出身でキヨハラの先輩。通称当たり屋。打球が当たれば「あ〜〜〜!」と叫び、わざとらしい倒れ方をするというデッドボールパフォーマンスが得意。デッドボールに拘りを持っている。ただし故意に当たりに行って、腰の骨の折るという失敗もある。1988年シーズン途中、トレードで板神へ移籍。同年のオールスターで１回表の先頭打者としてデッドボールで出塁した（本物の金森はファン投票の中間発表時点で１位だったもののオールスターには出場していない）。
背番号は26（西部）→5（板神）。
タナベ（田辺徳雄）
内野手。20代であるにもかかわらず、無精ヒゲが原因で老け顔に見えてしまう。下位打線を支える1人だが、西部のレギュラー陣ではヨシタケに次ぐ2番目に地味な存在。しかし無精ヒゲのおかげで多少、存在感はある。ツジとキャラがかぶっているがツジの方が出番は多い。
背番号は6。
スズキケン（鈴木健）
1988年ドラフト1位の内野手。高卒新人だが強面。顔中ハチに刺されたような顔をしている。(18歳なのにパークレオに「オジチャン」と言われた)パークレオが見ただけで泣き、モリ監督さえ恐縮するほど。その強面を利用され、女性ファンを追い散らすのに彼のお面が使われた。キャラは濃いが、一軍定着が遅れたために出番は3巻のみ。(その3巻でも後ろ姿を含めてわずか6コマしか出番が無く、後半では「アメリカに野球留学している」ということで出番はお面のみだった。また、15巻では、バレンタインチョコを貰う場面で名前だけ登場)『ゴーゴー!ゴジラッ!!マツイくん』1巻では1994年の日本シリーズで西部の反撃シーンで一コマだけ出てきた。『モリモリッ!ばんちょー!!キヨハラくん』ではヤグルトに在籍しており、以降は怖い顔でなくなりまともなキャラになっていた。
背番号は8。
オークボ（大久保博元）
控え捕手。西部時代は出番がなく台詞もなかったが1992年ナカオとのトレードでカイアンツ移籍後は「でーぶ」の愛称で人気者になる。台詞も少し言えるようになった。
背番号は45（西部時代）→22（カイアンツ移籍後）。
イシイ（石井丈裕）
名前のみ登場し、姿が描かれなかった投手。ウグイス嬢が登板を告げたのが唯一の出番だが、実際にはクドーが登板していた。

#### 外国人選手
ブコバッチ（ジョージ・ブコビッチ）
外国人外野手。成績がパッとせず、キヨハラに物真似でバカにされて泣いていた。
背番号は24。
カクタイゲン（郭泰源）
台湾出身の外国人投手。「オリエントエクスプレス」の異名を持つ速球派。先発四本柱の1人。しかし目立ちたがりのクドーの影に隠れていて、出番は少ない。中日のカクゲンジ、ロッデのソウ、カイアンツのロといった他球団の台湾選手たちと仲が良い。性格はとてものんきでマイペース。
背番号は18。
パークレオ（タイラー・バン・バークレオ）
外国人外野手。ブコバッチ解雇後に台頭し、モリ監督からはキヨハラよりも断然優遇され、1年目のくせに打ちすぎだと他球団の外人からいじめに遭ってしまう。
しかし、2年目以降は成績低迷によりデストラーデにスタメンを奪われてしまい、カクやデラストーデの活躍で「第三の外人」扱いされ出場機会が激減してしまう。またデラストーデを妬みホームランを妨害する、キヨハラに「第三の外人くん」と言われて泣きながらキヨハラをボコボコに殴るなど、良いシーンがない。
普段ボケはやらないが、1度だけ、モリ監督に「キヨハラ、アキヤマとで150本打て」と言われ、看護婦に扮して医者役のアキヤマとともにキヨハラに注射を150本打つというコントをやり、3人揃って50個ずつのタンコブを作られてしまった。
背番号は29。
デラストーデ（オレステス・デストラーデ）
パークレオの不振により入団した外国人内野手。パワーとギャグを兼ね備え、しばしば本塁打王を獲得した。無表情。マイペースであまり周りの空気を読まない。たまに物理的に不可能なボケをかますことがある。キヨハラと本塁打王を競うライバル的関係で「キヨチャン」と呼んでいる。
背番号は39。

#### 控え選手
ハニューダ（羽生田忠克）
西部の控え野手。モブのため、台詞はない。出番は7巻で近鉄のアワノに対して三振でポーンと片付けられるシーンと、8巻のキャンプで後ろに立っているシーンのみ。
背番号は10。
ナラハラ（奈良原浩）
名前のみ登場し、姿が描かれなかった選手。ナラハラは内野手。現実で活躍し始めたのは連載後期にあたる時期で、レギュラーが固定されていたために登場機会に恵まれなかった。女性ファンの人気はそこそこあり、1994年にモリ監督がバレンタインチョコを配る際に名前を呼ばれた。

#### その他の球団関係者
ツツミオーナー（堤義明）
西部ライアンズのオーナー。常に部下を引き連れている。部下の管理に厳しい反面、優勝祝いに特別ボーナスを選手に出すなど、金銭面では気前がいい。そのおかげでキヨハラは、最初ナガシマ監督が就任したカイアンツへ交換トレードによる移籍を希望していたが、すぐに撤回した。

### 東京カイアンツ
オー監督（王貞治）
カイアンツの監督。現役時代はホームランの世界記録を作るほどの名選手だったが、監督としては無能と言われている。暗い性格だが調子は良く、本来モリ同様ツッコミ担当だったが、大ボケも多い。しかし何かと損な役回りも多い。在任時はクワタと共に西部にイヤガラセをしていたがほとんどが失敗か自分の首を絞める羽目になっていた。自身もまた、クワタのイヤガラセの最大級の被害者でもある。「ピッチャーカトリ!」という言葉に命をかけ、辞任後もカトリのことをつけ回している。オールスター戦で監督をした時はカトリが選ばれていないのに「ピッチャーカトリ!」を告げた。タコによく例えられている（クワタのタコ焼き屋の看板の絵(似てるというだけではっきりとオーがモデルだと言われたわけではないが)で登場したコマが唯一登場の話すらある）。通称「ワンちゃん」、「タコ男」。1988年辞任。辞任の際の最後の言葉もやはり「ピッチャーカトリ!」退団時に主役のストーリーも描かれた。辞任後も度々出ている。バットを持つと血が騒ぎ、所構わず千本ノックを始めてしまうナガシマとはONコンビでよく共演していて、染之助・染太郎のまねをして「おめでとーございまーす!!」と大騒ぎをするのが恒例になっている。。
なお、一度だけキヨハラが見た夢の中では、モリ監督になって西部のユニフォームを着たことがある（その際のオー監督はホシノだった）。
背番号は1。
フジタ監督（藤田元司）
1989年就任。オー監督同様、クワタのイヤガラセ・いたずらに非常に苦労したキャラクターだが、反面、命令に背く場合は容赦なくクワタを干す強さも持つ。しかし、それでも苦労しており、一度げっそりしてしまったほか、呪いのワラ人形で脅されて彼に代打を出せなかったことも何度かある。イメージアップを図るためにクワタに明るく振舞うことを強制して、彼を苦しめた。初登場時は「球界の紳士」と言われたが、本性は「球界一の瞬間湯沸かし器」で、7巻ではホシノ監督とも殴り合いになったことがある（オールスターゲームでカイアンツの選手達を意図的に冷遇した為）。オチアイとは痔持ち仲間。クワタに名前を「モトジ」と名前を間違えられたことがある。作中に登場する中では唯一自宅が描かれている監督だが、2度の話で2度とも家をメチャクチャにされている。(1度目は前述のオー監督によるもの。2度目はもちつきで故意に手を叩かれたキヨハラに、餅役にしたクワタを殴らせようとするも、暴走した彼にメチャクチャにされてしまった)1992年勇退。
背番号は73。
ナガシマシゲオ監督（長嶋茂雄）
当初は評論家。1993年就任。通称「ミスター」、「チョーさん」。常に笑っている目つきをしている。派手好き・目立ちたがり・自己中心的な性格。「動物的カン」からトンでもないことを思いつく。息子のカズシゲを溺愛し、息子の行く先々に必ず現れている。オーとは2人で海老一染之助・染太郎の曲芸の披露など、コンビ出演が多い。カール・ロイスの友達だと一方的に思い込んでいる。基本的にボケで温厚だが、ツッコミにも回っている。しかし、怒る時は怒り、キヨハラなどをどつく。「ん〜」、「いわゆるひとつの」など、彼独特のナガシマ語を使う。『ゴーゴー!ゴジラッ!!マツイくん』からレギュラーキャラクターになった。
なお、評論家時代にクワタとオーのイヤガラセによりモリが近鉄戦の最中に心労で倒れてしまいその後の代理監督をナガシマが務めたことがあり、その際に西部のユニフォームを着用している。
エガワやナカハタが入団した頃にもカイアンツの監督を務めており、ナカハタからは今（93年の就任前）も「監督」と呼ばれた。
また一度キヨハラが見た夢の中で、息子のカズシゲになってヤグルトのユニフォームを着用していたことがある。
背番号は33（評論家時代は現役の時の3、1度目の監督就任時の90のユニフォームで登場することがある）。
マツイ（松井秀喜）
カイアンツの外野手。1993年ドラフト1位で入団。あだ名は「ゴジラ」。高校出とは思えないオジン臭さ。普段は温厚だが、バットを持ち興奮すると尾が生え、熱線を吐く。「ウガ」と鳴き、たまに人語を話さない時がある。教育係はクワタだった。ノモ同様にマイペースすぎるためか、年上に対してやや無礼な態度を取る事も。当初はまだ良識的な一面もあったが、回が進むごとにますます怪物ぶりを発揮し、後に人間かどうかもわからない本物の怪物になった。1994年、『ゴーゴー!ゴジラッ!!マツイくん』にタイトルが変わり、主役の座をキヨハラから奪い取った。
背番号は55。
エガワ（江川卓）
耳のでかいカイアンツの元エース。常にマイペース。「コーフンしないで下さい」が口癖。1987年現役引退（漫画では本当は引退は嘘で、球界に復帰の予定をしていた。しかし引退試合中、肩にキヨハラの打球をまともに受けて、それが元で復帰不可能になった）。引退後は解説者に就任。たびたび出演していたが、1990年の大運動会を最後に以降はまったく登場しなくなった。肩に故障持ちだが、中国針を10本刺せば9回まで投げられる。高所恐怖症のため、大の飛行機嫌い。マユ毛が太かったりギザギザだったり、一定しない。
背番号は30。
ナカハタ（中畑清）
カイアンツの内野手。明るい、陽気な性格。決まり台詞は「ゼッコーチョー!」。チームリーダー。カイアンツの選手でクワタ、ハラの次に出演が多く、引退時には主役のストーリーも描かれた。当初はボケの多い非常識なキャラだったが、後々常識的に。入団時監督だったナガシマを、今でも「監督」と呼ぶ。1989年現役引退後は解説者に就任。1993年打撃コーチとしてカイアンツに復帰(漫画では14巻)。ナガシマ語の通訳が出来る。第5巻（1988年）にて、クワタがセリーグ各チームの4番打者（オチアイ、ポンシェ、ヒロサワ）をカイアンツに入団する代わりに、大洋のコバ監督に引き抜かれそうになる描写があった。
背番号は24（現役）→72（コーチ）。
ハラ（原辰徳）
カイアンツの4番打者。内野手（その後外野にコンバート）。通称「若大将」（若年寄り）。涙もろい性格。陰が薄く、頼りないキャラで哀愁を漂わせている。当初はクワタのイヤガラセの被害者だったが、クワタのイヤガラセに加担し始め、段々クワタの悪友になっていった。作中での登場回数はカイアンツの選手でクワタの次に多い。年度の成績はキヨハラ以上だったこともあるが、レフトの守備は苦手で、平凡なフライを見当違いの場所を守って落球してしまったことがある。たまにはファインプレーを見せることもあり、日本人vs外人の対抗戦ではポンシェのホームラン級の大飛球をフェンスによじ登ってキャッチ。その際、キヨハラやクワタを含む他の全員は信じられない様子で、ほっぺたをつねり合っていた。はね返ったボールを怖がる、フェンス恐怖症。1度、クワタに誘拐されて、イケヤマ（パークレオの代わり）とともに西部の助っ人（アキヤマの代わり）として試合に出場、珍しいカイアンツ以外のユニフォーム姿を披露したが、ボケなどで目立ったイケヤマと対照的に、一切出番が無いまま終わり、クワタに同情された。
背番号は8。
コマダ（駒田徳広）
カイアンツの内野手。普段は眼鏡着用。馬面なためよく馬扱いされ、別名ウマダ。当初は常識的で馬扱いされるのを嫌がっていたが、後期からはノるようになり、ボケの面が目立つようになった。好物はニンジン。効果音は「ヒヒーン」。走った際の効果音は「パカッ!パカッ!」。人間と思えない力（馬力）を時折発揮。本物の馬との人参早食いで圧倒的な勝利を収め、「人間じゃない」と言われたこともあった。出番が多いわりにはキヨハラとの絡みはほとんど無く、クワタとの絡みが大半。1994年、FAで横浜に移籍。
背番号は50（登場時）→10（1988年以降）。
サイトー（斎藤雅樹）
1989年カイアンツのエースに覚醒。フジタ監督からの信頼も厚く、クワタが最も敵視する人物の1人である。性格は単純かつ純粋。クワタにしょっちゅうだまされている。またイヤガラセの被害も多かった。シマリのない顔で「だぁ」と声を出すのが特徴。直球を投げる時は口を閉じ、変化球を投げる時は開けて投げる癖がある。
背番号は41（登場時）→11（1990年以降）。
マキハラ（槙原寛己）
カイアンツの投手。常に先発ローテーションを占めるが、その分クワタに敵視され、しばしばイヤガラセの被害を受けた。ポストエガワとして、エガワ引退後のエースを志すも、サイトーの台頭で果たせなかった。クワタ、ミズノと「若手三羽ガラス」の愛称を持ち、初期は3人で行動していた。膝に故障持ち。キャラクターが薄い。
背番号は17。
ミズノ（水野雄仁）
カイアンツの投手。徳島県・イケタ高校（徳島県立池田高等学校がモデル）出身。高校時代は「阿波の金太郎」の異名を持ち、ピッチャーながら3番。キヨハラ、クワタが一年の時のLP学園と対戦している。クワタ、マキハラと「若手三羽ガラス」を組み、初期は3人で行動していた（その際、クワタを制裁するのは基本的に彼の役目）。しかしその後リリーフに回され、作中で出番が減ってしまった。基本常識人だが、一度、クワタと組んでパースに扮し、怪我から復帰したグロマティを騙して傷つける、というイヤガラセをして面白がっていたのがオー監督にバレて、クワタともどもお仕置きで他の選手3人を背負ってのランニングをさせられた。5巻で結婚したことが判明している。
背番号は31。
キダ（木田優夫）
カイアンツの投手。速球派で、1990年はエース級の活躍をしたが、その後は好不調の波が激しく作中でも10巻以降は出番がない。木の格好で「木だ!!」と叫ぶギャグを持っている。一度クワタ作の大リーガー養成ギプスによってヨダよりも速い球を投げられるようになった反面投げるボールが（腕の振りが速すぎて）すべて地中に埋まってしまうという大迷惑を被らされたことがある。気弱だが選手生命は長く、「かっとばせ!キヨハラくん」登場人物の中では最後まで現役を続けた選手の1人であった。
背番号は47（登場時）→19（1993年以降）。
ミヤモト（宮本和知）
カイアンツの投手。地味だが、先発投手陣のリーダー格。1989年公式戦、日本シリーズで連続優勝投手に輝くなど幸運を持っている。その幸運ぶりをクワタに妬まれることもあった。カイアンツ投手陣で彼が一番まともと思われる。
背番号は13（登場時）→21（1990年以降）。
コーダ（香田勲男）
カイアンツの投手。キヨハラとは違った形のデッパ(こちらは１本ではない)が特徴。超スローカーブが得意で、「蝿も止まれる」と豪語している。カーブの握り方について問われると、「こうだ!!」と（カーブの握りを見せながら）叫ぶ持ちネタがある。フジタ監督に日本一の褒美として監督の名前入りの木刀を貰った。
背番号は48。
カワベ（川邉忠義）
カイアンツの投手。1990年入団。でかい顔が特徴。1軍では活躍出来ずに終わる。1990年、開幕投手を誰にするかで悩むフジタ監督の独り言の中で、スポットが当たる横顔シーンがある。
ヤマクラ（山倉和博）
カイアンツの捕手。当初は正捕手だったが、1987年MVP獲得後は怪我に泣き、ナカオ、ムラタの活躍からレギュラーの座を奪われてしまい、1990年現役引退。能無しとクワタに言われたことがある。ヤ枕という駄洒落がある。
背番号は15。
ナカオ（中尾孝義）
捕手。1989年、中日からニシモトとのトレードで移籍。怪我の影響で中日での人気は下り坂だった。カイアンツでは優勝に貢献して大活躍。当初はクワタとバッテリーを組むのを嫌がっていたが、クワタの悪ふざけにちゃっかり乗っている辺り、相性は良い。
背番号は9（中日）→22（カイアンツ）。
アリタ（有田修三）
捕手。控え捕手だったためにヤマクラ、ナカオに比べれば地味な存在だった。単独台詞はない。
背番号は9（カイアンツ）。
ムラタ（村田真一）
カイアンツの捕手。1990年ヤマクラから正捕手の座を奪い、ベストナインに輝き、彼を引退に追い込んだ。フジタ監督から背番号15番をもらい、ヤマクラを泣かせたことがある。
背番号は9。
モトキ（元木大介）
カイアンツの内野手。1990年、タイエーに1位指名されるも拒否。野球浪人中は1位指名をしたタイエーのタブチ監督にイヤガラセを試み、わざわざ球場へ足を運んでいた(実際の元木はそのようなことはしていない)。野球留学と偽り、ハワイへ行き、翌年の1991年入団。初登場時は大人しいキャラクターだったが、本性は腹黒い。調子が良く、侮れない大ボケ男。そのためかナカハタからは「クワタと意外といいコンビになるかも」と言われたことがある。将来のスター選手に育てようとしていたが、マツイが入団したおかげで存在感が薄くなり、「誰?」とキヨハラに言われてしまったことがある。
背番号は37（登場時）→2（1994年以降）。
オーモリ（大森剛）
カイアンツの内野手。1990年、ドラフト1位で入団した。未来のチームリーダーとして期待されていたが、大成せず。彼を1位指名したことについて、フジタ監督は「ヨダを指名すればよかった」と、嘆いていた。出る度にクワタのイヤガラセに遭う。「ご飯の大盛り（大森と掛けた駄洒落）」が唯一のネタ。
背番号は24。
シノヅカ（篠塚和典）
カイアンツの内野手。安打製造機と呼ばれ、バッティングセンスは抜群。だが地味。登場回数は多いものの、ほとんど背景の一部としてしか登場しない。西部のツジと違って、台詞が少なく、存在感が薄い。
ただし一度だけ、（オー監督が「背番号6をロに付けさせる」と言っていた、とクワタに騙されて）ナカハタと一緒になってロに「日本式のバッティングを教える」と出鱈目なバッティング（ガニマタになって、股のあいだからバットを突き出して打つ）を教え、オー監督にハンマーで殴られた描写がある。
背番号は6。
オカザキ（岡崎郁）
カイアンツの内野手。攻守、共に優れている内野のレギュラー。しかしこの漫画では扱いが悪く、地味で影が薄い。陰気そうな顔のせいで、ナカハタからコマダと共にチームリーダー失格の烙印を押される。しかしニコニコしている描写も多いために、見かけほど暗い性格ではない。
コマダ語（というよりアクシデントでまともに喋れなくなったコマダ）の通訳ができる。
背番号は45（登場時）→5（1988年以降）。
スグロ（勝呂壽統）
カイアンツの内野手。ルーキーながら遊撃手のレギュラーとなり、「新人王はあなたしかいない!」とクワタにおだてられていた。しかし新人王は取れず、カワイにレギュラーを奪われる。8巻では、紅白戦でわざとオガタにボールをぶつけようとしたクワタに対し、コマダ達とともに飛びかかるが、皆が一様に飛び蹴りをかます中、彼だけはフライングクロスチョップをお見舞いしていた。
背番号は38（カイアンツ）。
カワイ（川相昌弘）
カイアンツの遊撃手。送りバントの達人。守備が巧い。老け顔のために「ジイ」というあだ名があるが、後輩のクワタにそれ（しかも間違えて「ジジイ」）で呼ばれた時は激怒した。高年者と思われがちだが、作品中ではまだ20代の若手。クワタとつるんでモトキにデタラメな先輩への挨拶の仕方を教えるなど、黒い面も。
背番号は60（登場時）→0（1989年以降）。
ヨシムラ（吉村禎章）
カイアンツの外野手。LP学園出身。長打力、確実性を兼ね備えた4番候補。元々出番は少なく、地味な存在だった。1988年左膝の大怪我で、（怪我ネタから）出演が増える。笑った顔を膝に書き、「ヒザが笑っている」というギャグを持っている（『モリモリッ!ばんちょー!!キヨハラくん』でも使い回されたネタ）。それ以外で唯一のボケシーンは、日本シリーズでフジタ監督に「サードに慣れてないキヨハラをもっと狙え」と言われ、皆で彼を飛び道具で襲うのに、おもちゃのピストルで参加したったシーン。
背番号は7。
ミノダ（簑田浩二）
外野手。1988年、トレードで入団。移籍当初は出番がもらえないことを嘆くシーンがあった。
背番号は2（カイアンツ）。
オガタ（緒方耕一）
カイアンツの外野手。1989年より外野のレギュラーになる。足が速く翌年には盗塁王を獲得。甘いマスクで女性ファンに人気があり、フジタ監督から太鼓判を押されるほど。8巻の表紙に登場しているキャラだが、普段は地味。その8巻では、紅白戦でクワタに「彗星のように現れた」選手と言われ、わざとボールをぶつけられそうになって、ギリギリでかわした。
背番号は44。
イノウエ（井上真二）
カイアンツの外野手。小さく生えた前歯が特徴。本来サブだが1989年はオールスターに選ばれるほどの大ブレイクで一気に人気者になる。サヨナラホームランを打ち、ヒーローインタビューを受けるも、クワタの乱入からインタビューの邪魔をされた。
背番号は52。
スミ（角盈男）
カイアンツの投手。1巻から名前が出ていたが、本人は3巻で1コマだけ後ろ姿で登場したのみ。
背番号は11。
グロマティ（ウォーレン・クロマティ）
カイアンツの外国人外野手。ムードメーカー。ファンサービスの「バンザーイ、バンザーイ!」は彼の十八番。野球以外にバンドをやっている。イカ天へ出場することを目指して、1990年退団。フジタ監督にはまだ辞めてほしくないと言われ、クワタと一球勝負をするが負ける。クワタの言うことを聞くことになるが、カイアンツとの契約はしないで、クワタ専用の応援団にされてしまった。一見、気のいい外人で明るい性格だが、本性は黒い。愛称「グロウ」。
背番号は49。
ザンチェ（ルイス・サンチェス）
カイアンツの外国人投手。スコアボードより大きい顔が特徴。わがままで、駄々をこねてはオー監督、チームメイトを困らせた。球界内の日本人選手VS外国人選手対抗戦では、投手であるにもかかわらず外野を守っていた（顔の大きさを生かして、キヨハラのホームランをアウトにした）。1987年解雇。その後も時々登場し、仏像、ゴルフのキャディなど野球に関係ない仕事に転職した。その際の口癖は「新シイ仕事、見ツケタヨ」。3巻以降は登場しなくなった。
背番号は20。
ロ（呂明賜）
カイアンツの外国人外野手。台湾出身。1988年入団し、怪我のグロマティに代わり、レギュラーに抜擢される。本塁打を量産して一気に人気者へ。漫画でも4巻はレギュラー並に登場していた。しかしその後は現実の呂が大不振に陥り、その影響か、漫画でも5巻以降は目立たなくなり、6巻では、『がんばれ!クワタくん (3) 』の話で久々にセリフを言う。これが彼の最後のセリフで、その後は背景化した。クワタに「顔が自分に似てる」と言われた。温厚だが、1度だけ、自分に変装されたことに怒ってクワタを殴ったことがある。
背番号は97（登場時）→12（1989年以降）。
ガソリン（ビル・ガリクソン）
カイアンツの外国人投手。愛称は「ガリー」。1988年入団。クワタのイヤガラセの標的にされ、何度も作中でひどい目に遭わされている。名前がガソリンなので背中に火をつけられたり、ヒザを潰されそうになったり（これはフジタ監督に阻止された）、手をハンマーにぶつけられて骨が折れたことも（現実では漫画とまったく違い、桑田を尊敬している）。板神のジョーズと仲が良い。
背番号は20。
プラウン（マイク・ブラウン）
カイアンツの外国人外野手。1990年入団。クワタの瞳にだまされて、痛い目に遭った外国人。地味で影が薄く、プラウン本人も「ボク、ゼンゼーンメダタナーイ…」と自虐していた。
背番号は9。
プラットリー（フィル・ブラッドリー）
カイアンツの外国人外野手。1991年入団。現役バリバリの大リーガー。フジタ監督の「バリバリ活躍して!」の「バリバリ」を、顔をバリバリ引っ掻くことと意味を勘違いした。また、入っているのに無理矢理トイレのドアを開けてサイトーを便器に落っことした。作中では明るい性格だが、実際は内向的で暗い性格だった。
背番号は2。
モズピー（ロイド・モスビー）
カイアンツの外国人外野手。いつもせっかち。常に動いていないと落ち着かないうっとうしい性格。あだ名は「モスラ」。ゴジラ（マツイ）に対抗して、モスラの格好で、自力で空を飛ぼうとしたことがある。14巻では「モスピー」と、間違って表記されている。
背番号は49。
パーフィールド（ジェシー・バーフィールド）
カイアンツの外国人外野手。1993年入団。元大リーガー。日本食に慣れ、箸も使える。クワタにだまされて、草履を食べ物と信じ込んだ。その際（クワタに誘われたとはいえ）練習中に構わず食堂に行くなど、あまり真面目な性格ではない。
背番号は29。
カワカミ（川上哲治）
カイアンツ黄金時代の監督。野球の神様と言われるが、作中では威厳がない。「笑年野球教室」のコーチ役で登場し、ゲストとしてキヨハラ、クワタを呼んだ。しかし、ボケまくる2人に対し、真面目に野球の指導をやってもらいたいために土下座までした。『ゴーゴー!ゴジラッ!!マツイくん』1巻にも少し出ている。
ショーリキオーナー（正力亨）
カイアンツのオーナー。いつも笑っているが、ヒガシオを2億で引き抜こうとしたり、モトキを巡ってタブチ監督と1打席勝負をすることになったクワタに「手抜きしたら減俸」と言ったなど、やることはえげつない。その後『ベロベロベースボール』登場以降は少し雰囲気が変わり、以前のように笑う描写は少なくなって、代わりにネト〜っとした感じの不気味な表情に顔が定着する。

## プロ野球パリーグ球団

### 板急ブルーブス→オリッグスブルーブス→オリッグス・ブルーウェープ
ウエダ監督（上田利治）
板急・オリッグスの監督。定番は「ええで、ええで」であるが、1989年の僅差で近鉄に優勝されたときはモリ監督と共にイヤガラセをしていた。パ・リーグで南海、近鉄と手を組んで関西連合軍チームを結成したり、近鉄との「オリッ鉄バッパローブス」を作るなど、西部を倒すための連合軍では中心にいることが多い人物。1990年勇退。
背番号は30。
ドイ監督（土井正三）
1991年就任。暗い性格でチームが低迷し泣きながらの登場。元カイアンツのよしみでカイアンツとの連合軍チームを作ったがうまくいかなかった。優勢時は強気になるがどこか卑屈。クワタに「牛乳を飲めば背は伸びます」と言われ、背が低いことを馬鹿にされた。1993年退任。
背番号は75。
ヤマダ（山田久志）
板急の投手。アンダースローが武器のサブマリンエース。300勝目前の大投手だが、衰えは隠せない。1球投げるごとにトレーナーに肩をもんでもらい、クドーに年寄り扱いされる。1988年引退。
背番号は17。
フクモト（福本豊）
板急の外野手。俊足巧打の大ベテランだが、ちょっと走っただけで咳き込む、足がもつれるのでヤマダから「これ使え!」と赤ちゃんの歩行器を渡されるなど、衰えは隠せない。クドーに衰えのことでバカにされ激怒し、ヤマダ達と一緒に西部対板急の試合をベテラン対若手の試合に変更させたことがある。1988年現役引退、その後はそのままオリッグスのコーチに就任。その際、なぜかクワタにチビと言われた。(実際の身長はクワタの方が5cm高いだけである)
背番号は7。
ホシノ（星野伸之）
板急・オリッグスの投手。ファンから星の王子様と呼ばれ親しまれているせいか、よく王冠を頭に載せて投げている。個人成績の悪かったフジモトシュージを王子様（自分）の馬にしたことがある。打者のイケヤマに「王子様とおよび!!」と叫んだことがある。
背番号は28。
ヤマオキ（山沖之彦）
板急・オリッグスの投手でカミソリシュートが得意の若きエース。しかし漫画では4コマに1回出てきたのみ。
背番号は12。
イシミネ（石嶺和彦）
板急・オリッグスの外野手。主砲だが、肝炎のために本塁打と点滴の両方を打つ。カドタ、フーマーら、他のオリッグスの主砲に比べると、影が薄い。
背番号は29（登場時）→3（1988年 - 1993年）。
マツナガ（松永浩美）
板急・オリッグスの内野手。1988年ベストナイン。ナガシマシゲオに地味呼ばわりされた一人。
初登場は1巻、ピッチャーとして急遽登板したキヨハラからデッドボールを受けた1シーン。セリフも無し。
背番号は8。
フクラ（福良淳一）
板急・オリッグスの内野手。1988年ベストナイン。ナガシマシゲオが表彰役を務めたが、「地味」と言われて簡単にすまされた一人。
背番号は51（登場時）→1（1988年以降）。
フジイ（藤井康雄）
板急・オリッグスの外野手。1990年はチームメイトのイシミネ、カドタと共にホームラン王を競ったが、本来は中距離ヒッター。
背番号は38。
タカハシサトシ（高橋智）
板急・オリッグスの外野手。体が大きく、超特大ホームランをかっ飛ばせるほどのパワーを持った本塁打王候補の一人。
背番号は44。
クマノ（熊野輝光）
板急の外野手。デッドボールのワンシーンに1コマだけ登場する。
背番号は6。
フーマー（ブーマー・ウェルズ）
板急・オリッグスの外国人内野手で三冠王打者。その怪力を活かし、カイアンツとの連合チームで西部と試合をした時は、クワタを投げ飛ばしてホームラン級の打球をキャッチさせる、という必殺技を披露したが、喜びのあまりクワタを受け止めるのを忘れたため、地面に落下したクワタはボールを落としてしまった。大柄な体型から、よく盾の代わりに使われる。非常に怖く、デッドボールを受けると人一倍激怒、誰も止められない。この作品でタイエーのユニフォームとユガミダニのお面で変装をしたことがあるが、その後1992年、実際にタイエーへ移籍。名前が「プーマー」だったこともある。
背番号は44（板急・オリッグス時代）→23（タイエー移籍後）。
アニマロ（アニマル・レスリー）
板急の外国人投手で別名・マウンドの大道芸人。クワタにユニフォームを盗まれたことを怒り、ふんどし一枚で自分のユニフォームを着た彼を追いかけていた。恥をかいた腹いせにキヨハラに球をぶつけようと企むが、その球をホームランにされるなどいい場面がないまま、その話限りの出番で終わった。
背番号は50。
ポプマン（ガイ・ホフマン）
オリッグスの外国人投手。外人同士は結束が固いことを日本人に知らしめた選手。フーマーがキヨハラの罠にはまった時も他の誰より早く、真っ先に駆けつけた。のちに1コマだけ再登場した時は、ヒゲ面になっていた。
背番号は38。
フィリアムス （ダラス・ウィリアムズ）
板急の外国人外野手。南海、板急、近鉄の3球団連合軍チームの2番を打っていた選手。1〜5番までが外国人という超強力打線の中で1番パッとしない成績だった。
背番号は4。
ナカジマ（中嶋聡）
板急・オリッグスの捕手。1990年のオールスター戦ではノモの速球で手がはれあがった西部のイトーに代わってミットを構えるが、結局彼も1回しか耐えられず、日ハムのタムラと交代した（このため、名前だけで顔はまったく出ていない）。出番は少ないものの、かっとばせ!キヨハラくんの連載開始当初からいる数少ない現役選手の1人であった。
サトー（佐藤和弘）
オリッグスの外野手。通称「パンチサトー」。単行本12巻の表紙などに出ているが、本編での登場は一度きりである。しかし作者が描く別の野球漫画、『ベロベロベースボール』だとメインキャラクター並に活躍している。
背番号は45（登場時）→90（1994年）。
ネプチュン（ネッピー）
オリッグスのマスコット。助っ人に加わったカイアンツ・コマダを励ますが、その顔を見てコマダは震え上がってしまい、三振。怒る中の人をドイ監督がなだめていた。
背番号は111。

### 近鉄バッパローズ
オカモト監督（岡本伊三美）
近鉄の監督。西部戦で「高校野球の頃に戻ってプレーしろ」とハッパをかけられた西部ナインのボケに怒る。とっても怒りっぽい性格のため、高血圧にならないか心配されている。1987年勇退。
背番号は72。
オーギ監督（仰木彬）
1988年就任。西部を倒すために数々の秘策を練るが、キヨハラの大ボケにいつも負けてしまう。自ら「私が監督のオーギです」と自己紹介するのが癖。大型新人のノモを自慢するが、次第にその扱いに四苦八苦するようになる。1992年勇退。その後1994年、オリッグスの監督に就任。河合じゅんじの野球漫画「フリフリ!イチローくん」では、脇役として活躍している。
背番号は71（近鉄）→72（オリッグス）。
スズキ監督（鈴木啓示）
1993年就任。性格は頑固。この漫画では15巻でオールスターのコーチとして登場。勝手にパリーグの作戦をセリーグにばらしてしまうクワタレポーターを見て怒り、蹴り飛ばす。
背番号は70。
ナカニシコーチ（中西太）
近鉄のコーチ。1989年の日本シリーズでオーギ監督の隣にいる「カバ顔の人物」。ここでは背景だが、河合じゅんじが描く他の野球漫画『ベロベロベースボール』ではメインキャラ並みに活躍している。
背番号は77。
アワノ（阿波野秀幸）
近鉄のエース。鼠のように小さく生えた前歯が特徴。クワタの邪魔に遭うことが多く、クワタの形に彫ったバットを見た途端、顔の部分目掛けてボールを当てたことがある。日ハムのニシザキとは新人王を争った時からのライバルだったが、1990年によるノモの入団以降はエースの座を奪われてアワノ本人の成績低迷など、あまりニシザキのライバルと呼べる感じではなくなって行き、作中での扱われ方が酷くなってきた。10巻の「地獄の特訓コース」(1990年、期待を裏切った選手、言うこと聞かない選手の再教育のために作られたシステム)の参加メンバーに入れられていた。
背番号は14。
ノモ（野茂英雄）
1990年、ドラフト1位で入団した近鉄の新エース。別名牛男。大きなフォークが武器。トルネード投法と呼ばれる特殊な投げ方で観客を魅了し、彼の投げる試合は毎試合、照明の上まで客が押し寄せる超満員となる。赤い布を見ると興奮して暴れ牛になる。しかし近くで牛肉を食べる人を見ると、自分が食べられている錯覚に陥り、パワーダウンしてしまう。本物の牛の友達が多くいる。尻のデカさが自慢。太りすぎ（1990年オフは体重が100キロを超えていた）。干し草が大好物。殻破りボール（元ネタは野茂出演のサントリービールCM）などの風変りな魔球でキヨハラを苦しめた。ノモコールの度に大量の飲み物を飲み続けるギャグがある（「ノモ」⇔「飲もう」）。当初はまともだったがしだいにボケを盛んにかますようになる。マイペース過ぎて目上の者に対して少し態度が悪い。11巻で、結婚することが、キヨハラのセリフで明かされた。
背番号は11。
オーイシ（大石大二郎）
近鉄の俊足選手でフクモトから盗塁王を奪った実力者である。1番打者なので割と頻繁に出ているが素顔が地味に描かれている。そこそこ出番があるわりにはセリフは少なく、第5巻（1988年当時）にて、キョンシーに扮した近鉄ナインが西武の秋季練習を妨害した際、「130試合目に優勝を逃した、かわいそうな近鉄」と言っていたくらい。クワタがサイトーのクセを近鉄の選手に教えたため、彼はサイトーの初球をあっさりホームランにしてしまったことがある。
背番号は4。
アライ（新井宏昌）
近鉄の外野手。LP学園出身の一人でLP学園出身者が集まって出来た新チーム・LPガクエンズでチームリーダーを務めた。首位打者経験がある。LPの後輩であるキヨハラにはよく先輩風を吹かすが、クワタには「タライさん」と名前を間違えられる。『ベロベロベースボール』では無表情キャラになっている。
背番号は9。
ヨシイ（吉井理人）
近鉄の投手。クワタに麻酔で眠らされ、誘拐された中継ぎエースの一人。8回裏2アウトランナー3塁の場面の時、オーギ監督がそれまで投げていたヨシイを降板させて、アワノを出す（実際はアワノのユニフォームを着たクワタだった）というシーンがあったが、これは1988年当時、実際の試合でもよく見られた光景であり、それが原因でオーギとヨシイの間に確執があったとの話もある。
背番号は36（登場時）→11（1989年）→21（1990年以降）。
オノ（小野和義）
近鉄の投手。東京都・ソーカ高校（創価高等学校がモデル）出身。キヨハラとクワタが高校一年で出場した甲四園にて、ソーカ代表のエースとして出場していた。ソーカのユニフォームで登場し、巨大な斧を持って、自分の名前を名乗っていた。プロとしては、同じ斧でも中日のオノほどはひどい扱いをされていないが、影は彼より薄く、キヨハラの打球にグラブを突き破られたシーンくらいしか出番が無い。
背番号は26。
カネムラ（金村義明）
近鉄の内野手。1度、投手でないのにクワタを縛りつけたバットで打とうとするキヨハラを見て、アワノに「俺に投げさせてくれ!」と頼むシーンがある。
背番号は6。
プライアント（ラルフ・ブライアント）
1988年、金銭トレードで中日から移籍した外国人外野手。移籍後は「恐怖の大砲」と呼ばれ、他球団から恐れられる存在となる。キャッチフレーズは「神さま、仏さまっ、プライアントさまだーっ!」。凄まじい破壊力を持ち、彼の打つ球はカイアンツの野手7人が総出でかかっても止められない。「三振かホームランか」の典型で、アウトのほとんどは三振（三振以外のアウトは1度だけで、1992年にキヨハラが記憶喪失になった時、1回表にライトフライに倒れた）。日ハムのファインタースとチューと共に不調のキヨハラを馬鹿にしていた（もっと前ではロッデのティアズ、オリッグスのフーマーとともに、同じことをしていた）。唯一プライアントのパワーでも勝てなかったのは、1990年のオールスター戦のホームラン競争で、オチアイ、イケヤマ、コマダの3人によるスイングでできた強風のみ。
背番号は16。
デーヒス（リチャード・ディック・デービス）
近鉄の外国人内野手。ちょっとおっかない外人と巻末に書かれ、本物のデービスも東尾殴打事件など問題行動ばかりを起こしていた。1988年途中、大麻所持が発覚で逮捕、そのまま強制帰国・退団となってしまう。初台詞は「オウ、イエース」。1巻の選手名鑑では「デーヒス」、2度目、本編での初登場では「デービス」、3度目では「テービス」と、出るたびに名前が違う。凡退以外に出番が無い。
背番号は15。
オクリピー（ベン・オグリビー）
近鉄の外国人外野手。南海、板急、近鉄の3球団連合軍チームの4番を打っていた選手。オールスター戦では「イエ〜イ!」とガッツポーズをしながら飛び跳ねていた。
背番号は10。
トレーパー（ジム・トレーバー）
近鉄の外国人内野手。1991年 - 1992年の2年間在籍した。丸い目、でかい鼻、でかい顔が特徴。西部内野陣が一斉で彼の打席の前に集まり、泣いて訴えるみごとな打撃妨害と言える、「涙の訴え作戦」を前にずっこけてしまう。
背番号は33。
イシイ（石井浩郎）
近鉄の内野手。4番だが地味。トレーパーと同じく、「涙の訴え作戦」に引っ掛かっていた。ここでは地味だが、『ベロベロベースボール』では耳のでかさや、年齢より老けていることがネタにされ、わりと活躍している。
背番号は3。
ヤマシタ（山下和彦）
近鉄の捕手。最巻のとある話の冒頭、西部との試合で終回の一打サヨナラ場面の時、キヨハラが大ボケをしてストライクか、ボールかよく分からない球を審判にストライクであると抗議していた（その抗議が認められてキヨハラは三振、試合は近鉄の勝利となる）。ポジションが捕手のため、普段はほとんど目立たない。
背番号は40（登場時）→10（1989年以降）。
ミツヤマ（光山英和）
近鉄の捕手。試合では主にヤマシタとの併用で使われる。ノモ専用の捕手として実際に起用されていたため、作中でもノモの球を捕っているシーンが多い。
背番号は56（登場時）→44（1990年以降）。
スズキ（鈴木貴久）
近鉄の外野手。クドーが近鉄の打線を三者連続三振に仕留めた場面でちょっと出てきた。後ろ姿で1回出てきたことがある。クワタのイヤガラセに反応したことがある。
背番号は44（登場時）→2（1990年以降）。

### 南海ハークス→福岡タイエーハークス
スギウラ監督（杉浦忠）
南海・タイエーの監督。カガワと一緒に登場することが多い。性格も暗く、次期監督候補のタブチに決まってもないのに、監督面をされるなど影も薄い。1989年に退任。「ど〜せタブチくんに比べりゃ地味ですよわたしは」と卑屈な台詞を残す。
背番号は71（南海）→81（タイエー）。
タブチ監督（田淵幸一）
タイエーの監督。当初は解説者。1990年より監督。しかし監督就任後は新人モトキの獲得に失敗、よそのチームのトレード要員をばらすなど、何度も失態をさらす典型的なダメ監督になった。親会社の力に頼る場面もしばしば見られる。基本的に明るい陽気な性格だが、反面傷つきやすく、すぐに泣いてしまう。他人に厳しくて自分に甘い。1990年の大運動会には、これでもやせたと自分が言いつつも綱引き対決の代表に選ばれてしまった。元ホームラン王だからか、選手の成績が悪くて選べないという理由で、オールスターのホームラン競走の代表に選ばれたことがある。ホシノ・ヤマモト両監督と現役時代からの親友。愛称「ブチ」、「タブチくん」。1度「タブタ」と呼ばれて怒ったこともある。1992年辞任。
なお、コミックス8巻にて、就任前にカガワのユニフォームを着て登場したが、モリ監督に「来年のタイエーは勝負を捨てたな」と言われ、その通りになってしまった。初登場は3巻、ヤマモトコージ・キヌガサとともに西部の偵察に来たシーン。すでに現役引退しているのに監督就任前から登場している、珍しい人物。
背番号は81。
カドタ（門田博光）
40歳で二冠王（ホームラン、打点）を獲得したハークスの頼れる主砲。体型が同じカガワと一緒に出てくることが多く、デブネタが多い。ハークスが福岡に移転すると金銭トレードでオリッグスに移籍し、1991年、ハークスに復帰。1992年に現役引退。その際には引退試合のストーリーも描かれた。
背番号は60（南海）→78（オリッグス）→53（タイエー）。
カガワ（香川伸行）
南海・タイエーの捕手。通称「ドカベン」。デブキャラとして作者に重宝されている。ホッペタにうずまき模様がある。その体型が自らの首を絞めることとなり、1988年オフには球団から減量命令が出され、公式20kg減量したと描かれていたが、外見ではその数字以上に減量した結果、やせすぎてスタミナがなくなってしまい、スギウラ監督が自転車用の空気入れで体内に空気入れてリバウンドする。さらにその肥満体形が原因で、1989年に解雇・引退に追い込まれる。作中ではクビにされたことを恨み、タブチ監督に憑り付いていた。デブネタ多数で、この漫画に出てくる捕手の中で1番目立つ存在。ただし、本人はネタにされるのは嫌っているようで、1度妊婦扱いをしたキヨハラを押し潰して「そーいう冗談一番嫌いなんや!」と怒鳴った。キヨハラとのトレード要員になった際は、モリ監督に「漬物石の代わりにしかならない」と言われ、断られた。キヨハラにブタ呼ばわりされているが、現実の清原は彼のことを尊敬している。引退後も特別ゲストとしてたびたび登場しているが、その頃は自分でブタと認めていた。またキヨハラが絶好調の時にはホームベースにクワタの顔を描き、驚かせて三振に打ち取った。1度（解雇前）、イトーの代わりのキャッチャーを捜すモリ監督の前に現れ、使ってくれるように直訴するが、ユニフォームが着られず、テストする前に失格となった。
背番号は2。
フジモトシュージ（藤本修二）
南海・タイエーの投手。馬面だが愛称は「ニャンコ」。南海時代はエースだったが、その後不振に陥った際は、馬面だからという理由でホシノ（板急）の馬役をやらされ、ずっと2軍暮らしが続いた翌年、本調子でないのに1軍登板させられたりと大衆の前で失態をさらすシーンが増える。
背番号は20。
ニシカワ（西川佳明）
南海・タイエーの投手。LP学園出身。1989年、LP出身者の合同練習が行われた回で登場した。クワタに無名扱いされ、なぜかオドオドしていた。実はクワタ・キヨハラとは先輩後輩の関係以前に同期入団である。しかしそれなのにクワタに名前を覚えてもらっていない無名な選手。
背番号は21（南海）。
チカダ（近田豊年）
南海・タイエーの投手。1988年テスト入団。右はアンダースロー、左は速球派、左右どちらでも投げられるスイッチ投手。一球ごとに違う手からの投球でキヨハラを翻弄したが、彼のとっさの変則的な打法でホームランを打たれてしまった。
背番号は13。
ムラタ（村田勝喜）
南海・タイエーの若きエース。投げる時に「ムラタだ〜!」と叫ぶなど、ムラタチョージの真似をしている。本物のムラタチョージがこのムラタの代わりに、対西部戦の特別ゲストとしてマウンドに立ったことがある。12巻によく出てくる。後に1994年、トレードで西部へ。
背番号は18（タイエー時代）→21（西部移籍後）。
ワカタベ（若田部健一）
タイエーの投手。1992年、ドラフト1位で入団。「ゴールデンルーキー」を売りに身体に金粉を塗りたくるが、それが原因で窒息、クワタとキヨハラに助けられた。好調時は眉毛が伸び、その眉毛で打球を捕らえることや洗濯物を干すことが出来る。時々眉毛をクワタの玩具にされる。
背番号は14。
オーノ（大野久）
板神・タイエーの外野手。板神ではクワタから先頭打者ホームランを打つが、「得点をゼロに留めろ」と言われたのを意図的に曲解して「アウトをゼロで留めた」クワタの片八百長だった。1991年タイエーに移籍。タイエーでは酔ってまともに守れないツジの前にゴロを打つが、ツジごと投げつけたキヨハラのプレーが認められて、アウトになった。
背番号は33（登場時）→2（1989年以降）。
ヤマモト（カズ山本）
南海・タイエーの外野手。かなりエグイ顔で『ベロベロベースボール』ではドラキュラの「ドラ」と呼ばれている。気性の激しい性格。外野フライを捕ろうとして、くしゃみをした反動でボールを弾いてしまい、そのボールがそのままレフトスタンドに入るという記録的な珍プレーを見せた。
背番号は29。
ササキ（佐々木誠）
南海・タイエーの外野手。主に1番打者として活躍するが、キヨハラの大ボケで痛い目に遭うことが多い。8巻では、クドーの前に三振に倒れる。12巻では、西部との借り物ゲーム(出塁した時ベースの裏に書かれている品をベンチから持って来なければアウト、という特殊ルールの試合)で、出塁するも、洗濯機を背負わされ、動けないまま牽制球でアウトになった。1994年、トレードで西部に移籍。
背番号は0（登場時）→3（1989年）→1（1994年以降）。
キシカワ（岸川勝也）
南海・タイエーの外野手。カドタ移籍後、4番に定着。キヨハラが勝手に作ったラッキーゾーンに、彼が捕ろうとした打球が入り、それがなぜか審判に認められてホームランになったことがある。10巻の「地獄の特訓コース」(1990年、期待を裏切った選手、言うこと聞かない選手の再教育のために作られたシステム)の参加メンバーに入れられていた。
背番号は44（登場時）→8（1990年以降）。
ワカイ（若井基安）
南海・タイエーの内野手。LP学園出身。ニシカワとともにLP出身者の合同練習が行われた回で登場するが、やはり彼もクワタに無名扱いされた（ただし、知られていないことは本人も自覚している）。8巻では、クドーの前に三振に倒れる。
背番号は14（登場時）→25（1992年以降）。
ユガミダニ（湯上谷宏）
南海・タイエーの内野手。地味というか、ごく普通の選手。一度フーマーが彼に変装して打席に立ったことがあるが、ユニフォームを着て彼のお面を付けただけなので（しかもお面がフーマーの顔のサイズに合っていなかったために）、正体がバレバレだった。12巻ではクドーの前に凡退したが、名前のみの登場に終わった。
背番号は6。
パナザード（トニー・バナザード）
南海・タイエーの外国人内野手。南海、板急、近鉄の3球団連合軍チームの1番を打っていた。血の気の多い暴れん坊。8巻では、クドーの前に三振に倒れる。
背番号は9。
ラカ（マイク・ラガ）
タイエーの外国人内野手。1991年入団。唯一の見せ場はキヨハラが打った打球がイレギュラーして、自分の顎に当たったシーン。相手チームに2点献上してしまう。1992年退団。
背番号は44。
カトー（加藤伸一）
南海・タイエーの投手。本編では1コマしか出てこない選手。しかし作中2度も、クワタの藁人形に名前が書いてあった。
背番号は17。

### 日ハムファイタンズ
タカダ監督（高田繁）
日ハムの監督。カイアンツとフランチャイズが同じなので、オー監督と一緒に出てくることが多い。東京ドームの完成を一緒になって喜んでいた。だが、その後はどっちが先に東京ドームに入るかでもめるなど、争いも絶えなかった。
背番号は80。
コンドー監督（近藤貞雄）
1989年就任。短気で失敗した選手を容赦なく罵倒。反面目立ちたがりで、ギャグや大ボケには甘い。ニシザキとマツウラをハムの詰め合せにしたり、ふんどしとビキニだけで裸踊りなど、目立つためなら何でもやる性格。ホシノ監督が逆らえない数少ない一人（ホシノが現役時代の中日の監督だったため）。
背番号は63。
ドバシ監督（土橋正幸）
1992年就任。江戸っ子監督。やる事全て過激で気性が荒く、喧嘩っ早い頑固親父。顔がでかく、鼻がかなり強調されている。元ヤグルトの監督でもあり、ヤグルトナインとは親交が深い。『いけいけ!!スワローズ』の準レギュラーとしても活躍している。
背番号は72。
オーサワ監督（大沢啓二）
1993年就任。あだ名は「親分」。「江戸っ子」監督で、前任のドバシ監督とキャラがかぶっている。12球団の監督が集まって、Jリーグに対する策を考える会議の中で選手全員がふんどしでプレーというアイディアを出したが、ノムラ監督に「いい歳してようそんなこと考えるな…」と言われ、相手にしてもらえなかった（だがノムラ監督も人のことが言えないアイディアを出していた）。
背番号は86。
ニシザキ（西崎幸広）
最多勝を獲得した日ハム不動のエース。女性ファンから人気があり、プレゼントがたくさん贈られる。そのプレゼントを利用して西部の選手達を買収したことがあった。アワノとは新人時代からのライバル関係。よくキヨハラのボケで調子が崩れることが多く、混合戦で同じチームで投げると、必ず癇癪を起こして、途中自らマウンドを降りてしまう。わりと短気な性格。そのため、普段は主にツッコミ担当。ボケたのは、コンドー監督の強制を除けば、8巻の「キヨハラくんドンマイクラブスペシャル」の中くらい。10巻の「地獄の特訓コース」(1990年、期待を裏切った選手、言うこと聞かない選手の再教育のために作られたシステム)の参加メンバーに入れられていた。
背番号は21。
オーシマ（大島康徳）
現役生活26年の大ベテランだが、この漫画で登場シーンが少なく、慣れない捕手をやっていたためにキャッチャースタイルのままで立てないキヨハラをアウトにした場面ぐらいである。
背番号は11。
マツウラ（松浦宏明）
ニシザキと2人両エースとして日ハムを支えるが、こちらはいくらか地味。1巻の「完全版!!オールスター名鑑」では日ハムの日本人選手が唯一彼だけ載っている。1988年は最多勝投手が彼を含めて3人（ニシザキとワタナベ）いたために、「両リーグベストナイン対決」での試合の時に、3人全員がマウンドに上がって同時に投げるという奇策をキヨハラの提案で実行した。
背番号は59（登場時）→0（1988年）。
ツノ（津野浩）
日ハムの投手。高知県・コーチ商業（高知市立高知商業高等学校がモデル）出身。キヨハラとクワタの高校一年での甲四園にて、コーチ商業代表のエースとして、出場していた。ギャグとして頭に角を生やしているが、あってもなくても迫力はない。
背番号は30。
タナカユキオ（田中幸雄）
日ハムの内野手。1988年ベストナインに選出され、ナガシマシゲオが表彰役を務めたが、「地味」と言われて簡単に済まされる。読者投稿から看護婦のコスプレで、打席に立ったことがある。キヨクワとは同期入団。
背番号は37（登場時）→6（1991年以降）。
カネイシ（金石昭人）
LP学園出身で、元広島のエースピッチャーだったが作中ではたったの1コマしか出てこなかった（1992年のオールスター）。
背番号は23。
サカイ（酒井光次郎）
日ハムの投手。1990年ドラフト1位で入団。新人で10勝を挙げるが、この年は同じ新人で賞を総なめにしたノモがいたために新人王を取れず、逆恨みしてノモを藁人形で攻撃した。
背番号は14。
シバタ（柴田保光）
日ハムの投手。対西部戦でマツイが特別参加した試合の先発投手だった。マツイの迫力に怯え、目をつぶって投げるなど、割と弱気。だが、キヨハラ相手だと強気。外国人並に高い鼻が特徴。
背番号は13。
タムラ（田村藤夫）
日ハムの正捕手。1990年のオールスター戦ではノモの速球で手がはれあがったイトー、ナカジマの代わりとしてキャッチャーミットを構えるも、結局彼も1回しか耐えられず、キヨハラと交代。「交代させて下さい!」と言いながらメソメソ泣いていた。
背番号は22。
ナカジマテルシ（中島輝士）
作中には1992年のオールスター戦でモブとして出ている。
背番号は7。
フルヤ（古屋英夫）
日ハムの内野手。東西対抗戦で起きたスタメンサード争奪戦に参戦。知名度の問題から、チョーシ（太洋）、ニシムラ（ロッデ）と共に真っ先に脱落した。
背番号は5。
シライ（白井一幸）
日ハムの内野手。キヨハラと背番号3同士で「三番会」という会を結成したが、キヨハラと後から入ったカズシゲの人気に差を見せつけられて、いじけた。ナガシマシゲオに地味と言われた一人。13巻では久々に登場、ヒットを打つも、キヨハラのハナ血噴射に驚いてUターンしてしまい、そのままアウトにされた。
背番号は3。
ヤハギ（矢作公一）
日ハムの内野手。作中では群衆シーンに少しだけ顔を出し、「ルーキーのヤハギです」とさりげなくアピールしている。
背番号は33。
シマダマコト（島田誠）
日ハムの外野手。主に1番打者。同じ球団に同姓の選手がもう一人いるため珍しくフルネームで書かれた。1990年の開幕戦でいきなり初球を打ち上げたことから、コンドー監督に下手くそ呼ばわりされ、塁に走っている最中までしつこくののしられ続けた。
背番号は8。
スズキ（鈴木慶裕）
日ハムの外野手。シマダ移籍以降、1番打者として定着。超強力接着剤「くっつくクン」のせいで、手が使えないキヨハラがファーストを守っていたために楽々セーフでサードゴロが内野安打に。
背番号は2。
プリューワ（トニー・ブリューワ）
日ハムの外国人外野手。1987年オールスターゲームでパ代表のホームランバッターとしてAK砲と共にホームラン競争に参加していた。単行本1巻の「完全版!!オールスター名鑑」では日ハムの選手でマツウラと共に唯一載っている。9巻でカトリに三振に打ち取られる1コマが最後の出番。
背番号は44。
イーズラー（マイク・イースラー）
日ハムの外国人外野手。ゴルフスイングのような豪快なフォームでどんな内角高目の球も打ってしまう。作者が出てきてこのフォームが事実であることを解説していた。打席に立つと不気味に「イッヒッヒ」と笑う。
背番号は6。
フィンタース（マット・ウインタース）
日ハムの外国人外野手。守備は下手だが、一発長打とひょうきんな性格が魅力でいつでも観客を楽しませる人気者。被り物が好きで、特にチョンマゲのかつらがお気に入り。ホームランを打った時も、守備位置についた時も、乱闘の時もこのかつらをかぶって踊っていた陽気な選手。初登場は、9巻でカトリに三振に打ち取られる1コマの横顔。
背番号は10。
チュー（リック・シュー）
日ハムの外国人内野手。初登場はモブ程度だったが、のちにフィンタース、プライアント（近鉄）の3人で「外国人ホームラントリオ」を結成。不調のキヨハラを馬鹿にしていた（実は彼自身の成績はキヨハラと大して変わらない）。
背番号は9。

### ロッデオニオンズ→千葉ロッデモリーンズ
アリトー監督（有藤道世）
ロッデの監督。非常に短気。ホシノ監督とキャラがかぶっており、一緒に出てくることが多い。ロッデを散々コケにしたヒガシオと因縁があるが、始球式で、危険球を投じたヒガシオにキレると思ったら、あまりにもいい球を投げるので「うちでもう1年やんない?」と契約書を差し出して、モリ監督に殴られたことがあり、西部が3年分連続のチャンピオンフラッグを掲げてきたのに対抗して首位打者のタカザワを代わりに掲げるなど、茶目っ気がある。(それを見たキヨハラとクドーは「うちの監督じゃなくてよかった」と顔面蒼白だった)怖いだけではなく、スランプ中のキヨハラのバッティング投手にムラタを連れて来るといった、良い一面も持つ。1989年退任。2年連続最下位は自分の責任ではないと主張した。
背番号は81。
カネダ監督（金田正一）
1990年就任。通称カネやん。現役時代は国鉄→巨人に在籍。いつも元気すぎるほどで常に「ガッハッハ!」と笑い、喜ぶと踊る癖がある。しかし本人の元気と裏腹にチーム成績は悪かったために、時々卑屈になり、愚痴をこぼす。練習では選手達に徹底的に走り込みをさせて、ハワイまで海底を走らせたことがあり、それを見ていた西部の選手達からは「ウチの監督でなくてよかった」と言われていた。作中でモリ監督を「モリ」と呼び捨てにするのは彼くらいである。
背番号は34。
ヤギサワ監督（八木沢荘六）
1992年就任。前の2人と違って、冷静沈着な監督。『ベロベロベースボール』ではレギュラーキャラとして活躍しているが、キヨハラくんだと12巻の柱のイラストに描かれていただけで本編では一回も登場していない。
背番号は80。
ムラタチョージ（村田兆治）
ロッデのベテラン投手。肝がすわっていて、独特のフォームによるマサカリ投法から繰り出す鋭角フォークと、初速終速差が少ないストレートが武器。そのストレートは、マサカリがトマホークで飛ぶように描かれていたことがある。本来は先発だが、この作品ではタイエーのムラタの代わりに特別出演して、ワンポイントリリーフとして登板したことがある。また、200勝達成時に記念出演したことも。キャッチフレーズは「ムラタだ!」。ひじに故障持ち。1990年現役引退。
背番号は29。
ウシジマ（牛島和彦）
ロッデの投手。1987年、オチアイとのトレードで中日から移籍。火消し（リリーフ）トリオの1人だが、その後チーム事情から先発に転向。それが語られる際、キヨハラと一緒に小学校の転校生のボケをやり、アリトー監督に膝蹴りをお見舞いされた。彼の唯一のボケシーン。単行本1巻の「完全版!!オールスター名鑑」ではロッデの選手が彼1人しか紹介されていない。「ひとりぼっちはさみしいけど、ガンバルぞ」と書かれてあった。
背番号は27。
ソウ（荘勝雄）
ロッデの外国人投手。台湾出身。苗字がソウなので、何を聞かれても「ソウ、ソウ!」としか答えない。相手チームに連打された時はカネダ監督に「こりゃ!ソウ!そう簡単にヒット打たすなー!!」と叱られたのを、「オー、シャレウマ〜イ」と自分の名前を使ってごまかしていた。やはり、他球団の台湾選手たちと仲が良い。
背番号は15。
マエダ（前田幸長）
ロッデの左のエース。死球でキヨハラの出っ歯をへし折り、激怒した彼に襲われそうになるが、ティアズが返り討ちにしたため、助かっている（現実の世界でも1989年に同チームのヒラヌマ（作中には出てこない）のデッドボールで清原が乱闘に出た時には清原を止めていた）。騒動の元は彼なのに（一応謝ってはいたが）、ティアズ登場後は、後ろで「やーいやーい」と笑っていて、あまり反省したように見えなかった。
背番号は11。
コミヤマ（小宮山悟）
ロッデの右のエース。普段はサングラスをかけているが、初登場時はかけていなかった。マエダの死球事件、翌日の先発投手。セリフは全くない。
背番号は14。
タカハシヨシヒコ（高橋慶彦）
1990年、広島からトレード移籍した内野手。足が速くバントが得意。作中では広島時代から登場しているが、プッシュバントを地面背泳ぎをしたクワタに捕球され失敗、ロッデでは小雨模様の試合で走塁中に転び、自分自身が一塁までクロール泳ぎをしてセーフなど、この漫画では変なシーンが多い。
背番号は2（広島）→5（ロッデ）。
タカザワ（高沢秀昭）
ロッデの外野手。1988年の首位打者。しかしアリトー監督に西部のチャンピオンフラッグに対抗するために、高所恐怖症にもかかわらず、風船でフラッグの代わりに宙に揚げられてしまう。ベストナイン表彰式では、ナガシマシゲオに地味と言われて落ち込んでいた。
背番号は31。
アイコー（愛甲猛）
ロッデの外野手。バントの後、ロッデガムを膨らませて、キヨハラの守備を妨害しセーフ。審判も「いーじゃないですか、面白ければ!」と西部側の抗議を却下した。
背番号は1。
ニシムラ（西村徳文）
ロッデの外野手。1番打者。東西対抗戦で起きたスタメンサード争奪戦に参戦。知名度の問題から、チョーシ、フルヤと共に真っ先に脱落した。開幕試合の始球式で登場したヒガシオに、デッドボールを喰らいそうになったことがある。
背番号は3。
マロドック（ビル・マドロック）
ロッデの外国人内野手。平凡なファーストフライを打つが、それがキヨハラ、ツジ、ヒラノの連続エラーからアシストホームランになった。
背番号は5。
ティアズ（マイク・ディアズ）
ロッデの外国人外野手・捕手。1989年入団。あだ名はランボー。特技は乱闘。ちょっとのにらみで、相手が引き下がるほどの威圧感がある。持ち前のパワーで1990年の大運動会には、綱引き対決の代表に選ばれた。
背番号は4。

## プロ野球セリーグ球団

### 中日ドラポンズ
ホシノ監督（星野仙一）
中日の熱血監督。短気、わがまま、暴力的、自己中心的な凶暴性の強い人物。乱闘は彼の十八番。卑怯な手段を時折使い、勝つためなら平気でプライドを捨てる。勝負に対するその恐怖の権化のような姿勢は自軍の選手を震えあがらせ（そのため相手チームからは「うちの監督じゃなくてよかった」と言われる）、日本シリーズですら審判を恫喝して同点延長12回規定を放棄させた結果夜中の3時（25回）を過ぎても決着がついていないほど。相手が年上の監督であっても容赦せず、彼が全く逆らうことが出来ないのは、自身の現役時代に中日の監督だったコンドー監督くらいである。
タブチ、ヤマモト両監督と親友（とくにヤマモトとはケンカして殴り合うほど仲が良い関係）だが、フジタ監督とは険悪。普段は温厚キャラだが、「戦闘服」のユニフォームを着ると、人格が変わる。しかし、ベストナイン発表の会場では、ユニフォーム姿でも普通にモリ監督に話しかけていたあたり、TPO次第ということもある様子。通称センちゃん。1991年勇退。
本作でカイアンツ戦が描かれる際の対戦チームは大抵中日であったほか、勇退時には西部、カイアンツ以外では珍しく引退試合の回が描かれたほか東西対決や両リーグ対決の際は決まって西軍やセ・リーグ連合チームの監督を務めるなど、本作ではキヨハラ、クワタ、モリ監督に次ぐ（それこそオー監督やフジタ監督を凌ぐほどの）サブ主人公格であった。
またクワタのイヤガラセの犠牲になることも多かったが、その一方でクワタを懲らしめることのできる数少ないキャラでもあった。
ギャグをかますよりは暴力的に暴れ回ることの方が多いキャラだが、西部との日本シリーズ第1戦に名古屋名物エビフライの着ぐるみを着て登場し西部ナインの嘲笑を買ったほか、その後も鼻の穴にエビフライを突っこんで登場しモリ監督に「そーいうギャグは人に嫌われるぞ」と呆れられる、選手たちに「オレの指揮に従え！」と言っていきなりオーケストラの指揮を始めてムラヤマ監督に突っ込まれる、コンドー監督に逆らえずタツナミと一緒にカンガルー親子の物真似をさせられる（しかも目に涙を浮かべながら）などのギャグをかましている。ただし人がかますギャグ（とくに自軍の選手）に対しては非常に厳しく、それをやった選手は例外なくハンマーを持ち出して追いかけ回す（ぶちのめす描写もたまにあり）。
その一方、オー監督の引退試合では9回裏2アウト満塁で代打に立ったオー監督のピッチャーフライをカイアンツの選手たちが巨大団扇で扇いで逆転サヨナラホームランにしてしまった際に「オーサダハルにはやっぱりホームランが似合う」という理由で快く認めたり、優勝争いのかかったカイアンツ戦でケガ人だらけで満足なオーダーが組めないカイアンツが「（敵情視察に訪れていた）キヨハラを3番ファーストで使わせてほしい」と申し出た時にあっさり認めるなど、男気ある一面も持つ。また、オールスターでサイトーがキヨハラにローラーで潰され、怖気づいた3投手が登板を拒否するのを「しょうがない」で済ませるなど、選手に対していつも鬼というわけでもない。
カイアンツの選手が大嫌いで、オールスターでカイアンツの選手だけをしごき、フジタ監督にキッパリそう言ってしまうほど。
なお、一度だけキヨハラが見た夢の中で、オー監督になってカイアンツのユニフォームを着用したことがある（その時のホシノ監督はセキネだった）。
背番号は77。
タカギ監督（高木守道）
1992年就任。地味で口数が少ない暗い性格だが、照れると顔を赤くするなど、表情は豊か。『ベロベロベースボール』、『笑ってよ!!タネダくん』など、他の野球漫画で出演は多いが、この漫画ではほとんど出番が無かった。
背番号は81。
オチアイ（落合博満）
1987年、ロッデからトレードで入団した中日の内野手。三度の三冠王を取った名打者。キヨハラが師匠と仰ぎ、尊敬している人物。球団的に問題児だが、他のキャラに比べればまともな存在。作中唯一の2億円プレーヤー。クールで名前通り落ち着いていてマイペースだがたまにキヨハラに対しボケをかますこともある。奥さんが大の苦手という恐妻家。ガマガエルに例えられる。ホシノ監督と仲が悪く（が、結局はホシノの退団まで在籍し、たびたびホシノへのツッコミ役も務めた）、フジタ監督は痔持ち仲間。作中で3回トレードの話題が挙がっている選手で、1994年、FAでカイアンツに移籍した。
子供用の粉ミルクを愛飲する癖があり、ホシノ監督に呆れられた。
背番号は6（登場時）→60（カイアンツ移籍後）。
タツナミ（立浪和義）
中日の内野手。LP学園出身。数少ないキヨハラ、クワタの後輩キャラ。礼儀正しく、真面目でキヨハラ達に先輩の立場を利用されることが多い。作者は元々『かっとばせ!キヨハラくん』でなく、「タツナミくん」を描く予定だった。
背番号は3。
ウノ（宇野勝）
中日の内野手。ホシノの子分的存在。ある試合でフライの球を、ヘディングしたことからそのイメージがついてしまい、漫画ではヘディングで、セカンドフライの球がスタンド入りする程頑丈な石頭になっている。愛称「ウーやん」。
背番号は7。
タイホー（大豊泰昭）
中日の内野手。1989年ドラフト2位。台湾出身で当初は片仮名言葉だったが後に普通に喋るようになった。キャッチフレーズは中日の大砲で、大砲の物真似が得意。オー監督を尊敬している。オーに化けたクワタの変装を見抜けないなど、少し天然が入っている。暴力が嫌い。
背番号は55。
カクゲンジ（郭源治）
中日の外国人投手。台湾出身のリリーフエース。他球団の台湾選手達と仲が良く、明るく陽気で人当たりのいい性格だが、時々妙に陰気になることがある。ヨダにリリーフエースの座を奪われた時は、藁人形でヨダを攻撃した。10巻の「地獄の特訓コース」(1990年、期待を裏切った選手、言うこと聞かない選手の再教育のために作られたシステム)の参加メンバーに入れられていた。
背番号は33。
コマツ（小松辰雄）
中日のエース。速球派でカイアンツキラー。投手陣のリーダー的存在。ホシノ監督にどつかれるシーンが多い。
背番号は20。
コンドー（近藤真一）
1987年ドラフト1位で入団した中日の投手。「プロ野球の新しい星」と呼ばれた。球はカーブとストレートのみ。老け顔と言われよくいじられているが彼自身もオッサンの物真似でギャグをかますなど、気にしている様子はなかった。年齢はキヨハラより年下。
背番号は13→1。
オノ（小野和幸）
投手。1988年、トレードで西部から移籍（交換相手はヒラノ）。移籍年は18勝するなどの大活躍で優勝に貢献するも翌年以降はパッとしない。斧に例えられることが多く、斧を沢山折って、「あっ斧（小野）が折れちゃった」というギャグで気が動転して連打を浴びるなど、実はかなり気が弱い。クワタに呪いの手紙を送りつけられそうになったことがある。
背番号は13。
ヨダ（与田剛）
1990年ドラフト1位で入団した中日の投手。速球派のリリーフエース。いかり肩が特徴。単行本の柱で「ヨダだよーだ!」と自分の名前を名乗っているイラストがある。
背番号は29。
ニシモト（西本聖）
投手。1989年、トレードでカイアンツから移籍（交換相手はナカオ）。作中でカイアンツ時代出番がなく、中日移籍後初登場。「水を得た魚のよう」を表現するため、ホシノ監督に水槽の中に魚の格好で入れられたことがある。移籍年は大活躍も以降、出番はない。
背番号は26。
イマナカ（今中慎二）
中日の投手。ホシノ監督の勇退試合に先発するが、いきなり3連打を浴びてホシノに殴られ、気絶（『ゴーゴー!ゴジラッ!!マツイくん』では、「しっかり投げないと監督にぶっ飛ばされるからな〜」という台詞があった）。翌年からエースになる。
背番号は14。
ナカムラ（中村武志）
中日の正捕手。作中での出番はないが、『ベロベロベースボール』では巻末にコラムを作って貰える程気に入られているキャラクター。『いけいけ!!スワローズ』ではヤグルトのヒロサワに自分の物真似をされている。
背番号は39。
ヒコノ（彦野利勝）
中日の外野手。トップバッター。後ろのキャッチャーに体を揺さぶられても気がつかない、天然な性格。
背番号は57。
ニムラトオル（仁村徹）
中日の内野手。作中では西部対中日の日本シリーズ第1戦にのみ登場（ホシノのイチャモンで夜中の3時過ぎ、延長25回まで試合を続けさせられており、三塁の守備位置でイビキをかいて寝ていた）。キヨハラが彼のユニフォームを着て、中日の選手として出場したことがある。
背番号は5。
ゲーリー（ゲーリー・レーシッチ）
中日の外国人内野手。東京ドーム開場記念12球団トーナメント第1戦の西部対中日戦に1塁で出場、イシゲのファーストゴロを処理しようとしてキヨハラによる人工芝巻取り作戦で押し潰された。ただ、名前が出たのはずっと後、5巻の日本シリーズが初。
作中で唯一、本名そのままで登場した外国人選手なのだが、ユニフォームの名前をよく見ると「CARY」になっている。
背番号は4。

### 広島カーブ
アナン監督（阿南準郎）
広島の監督。裏方一筋30年の地味で影が薄い存在。1987年のオールスター戦ではオー監督に監督の座を取られてしまい、エガワに穴に落とされて、「アナンさんは穴ン中」というギャグに使われてしまった。明るい性格で、おだて上手。
背番号は75。
ヤマモトコージ監督（山本浩二）
初登場時は解説者で1989年監督就任。現役時代の呼び名は「ミスター赤ヘル」。タブチ・キヌガサと共にライアンズ調査をしている際、しゃしゃり出るキヌガサに感化され彼もバッティングを披露しようとした。その時着用したヘルメットはライアンズの青いヘルメットだった。タブチ同様、すでに現役引退しているのに監督就任前から登場している、珍しい人物。目立ちたがりの明るい性格。東京ドームでモルツの宣伝をしたことがある。タブチ・ホシノ両監督の親友でホシノとは戦友的関係。
背番号は88。
キヌガサ（衣笠祥雄）
1987年、国民栄誉賞を授与された広島の内野手。連続試合出場・世界記録を持つ元祖野球猿と呼ばれた。愛称は鉄人、キヌちゃん。ゴリラにそっくりの風貌。「ゴッホゴッホ」の効果音や主食にバナナを食べているなど、少し野生じみた一面がある。怒りっぽいが、一日車掌を勤めた際は、西部の選手全員のサインボールをもらった嬉しさで彼らの目的地の駅を通り越してしまうほど乗りやすい。1987年現役引退。引退後は解説者に就任。引退直後は投球を見た途端、現役時代の未練あってか、しゃしゃり出てバットで打ち返してしまう癖があった。解説者就任直後は度々作中に登場していた。
背番号は3。
コバヤカワ（小早川毅彦）
広島の内野手。キヨハラ、クワタのLP学園時代の先輩。地味な4番バッターだがチーム一登場回数は多い。ヤマモト監督から「イマイチだから新しい4番が欲しい」と言われ、キヨハラとの交換要員になった時はモリ監督に「釣り合わない」と言われたことがある（その際の交換条件は西部キヨハラ⇔広島コバヤカワ+もみじまんじゅうトラック一台分）。エガワに引退を決意させるホームランを打ったことがある。漫画ではまともなキャラ扱いのために周囲からはいじられていることが多い。後半からカイアンツのヤマクラに似たデザインとなった。
背番号は6。
ショーダ（正田耕三）
広島の内野手。2年連続首位打者。猿に似た顔が特徴。トップバッターでセーフティバントが得意。初登場時は「ショーダショーダ（そうだそうだ）」と駄洒落を言っていた。チームメイトであるコバヤカワと一緒に登場することが多い。『ベロベロベースボール』では猿と心が同化しており、広島猿軍団のリーダーに就任。
背番号は4。
キタベップ（北別府学）
広島の投手。赤いほっぺがトレードマークのエース級ピッチャー（『ベロベロベースボール』でも共通のイラスト）。クワタに足をペンチでつねられたために、泣いてしまったことがある。
背番号は20。
オーノ（大野豊）
広島の投手。先発から抑えもこなす万能投手で1991年は抑えの切り札として、優勝に貢献。キヨハラは彼の名前をかけて「OH NO! 」という英語の駄洒落を言ったことがある。
背番号は24。
カワグチ（川口和久）
広島の投手。1989年、「無様なピッチングをしたら一年間便所掃除」と命じられたクワタと投手戦を展開した。
背番号は34。
ササオカ（佐々岡真司）
広島の投手。1990年、ドラフト1位で入団。吹き出物に悩んでいる。作中でタイエー・ワカタベのやった金粉ショーを『ベロベロベースボール』では彼が同じことをやっている。
背番号は18。
ツダ（津田恒美）
広島のリリーフエース。しかし作中での扱いは悪く、6巻ではカズシゲにサヨナラホームランを打たれ、10巻では「地獄の特訓コース」(1990年、期待を裏切った選手、言うこと聞かない選手の再教育のために作られたシステム)の参加メンバーに入れられていた。
背番号は14。
タツカワ（達川光男）
広島の正捕手。作中ではほとんど出番がないが、『ベロベロベースボール』では巻末にコラムを作ってもらえるほど気に入られているキャラクター。独特の広島弁を使う。
背番号は40。
ニシヤマ（西山秀二）
タツカワ引退後の広島の正捕手。作中では1991年の日本シリーズで2番打者として、1コマだけ登場したことがある。
背番号は32。
ロートン（ウェイド・ロードン）
広島の外国人内野手。1989年入団。ドラえもんの大ファン。ドラえもんの着ぐるみを着た格好で打席に立ち、クワタを呆れさせた（実際のロードンもドラえもんの大ファンである）。クワタいわく、「のび太くんみたいな顔」。
背番号は44。
ノムラ（野村謙二郎）
広島の内野手。タカハシ移籍後、遊撃手のレギュラーに定着。小細工の得意な3番バッター。1991年の日本シリーズではキヨハラにスクイズの邪魔をされたことがある。
背番号は7。
エトー（江藤智）
広島の内野手。面白い顔と言われており、『ベロベロベースボール』の最終回ではショーダと共に「面白い顔勢揃いのオールスターゲーム」に出場していた。次回作の『ゴーゴー!ゴジラッ!!マツイくん』からは出番が増える。
背番号は33。
ヤマサキ（山崎隆造）
広島の外野手。1987年オールスター戦に登場（ただし後姿のみ）。『ベロベロベースボール』にも登場。
背番号は1。
マエダ（前田智徳）
広島の外野手。15巻の表紙に登場しているキャラだが、作中では終盤に群衆シーンに登場したのみ。次回作の『ゴーゴー!ゴジラッ!!マツイくん』から多少出番が増える。
背番号は1。

### ヤグルトスパローズ
セキネ監督（関根潤三）
ヤグルトの監督。お茶が似合う好々爺。連載開始当初、球界最年長監督だった。実物と違い非常に温厚である（一度、クワタに激怒したことはある）。細い体型で体重が軽い。カズシゲがいる関係上、ナガシマシゲオとからんでいるシーンが多い。弱小ヤグルトの象徴と言える存在。1989年退任。
一度だけキヨハラが見た夢の中で、ホシノ監督になって中日のユニフォームを着ていたことがある（その夢の中でホシノはオー監督になっていた）。
背番号は83。
ノムラ監督（野村克也）
1990年就任。「ねと〜」っとした喋りでとても暗く、その暗さは周囲の選手までも暗くする。カイアンツを心の底から憎んでいるが、クワタとは暗い者同士で仲が良く、共謀して悪事を働くことも。キヨハラに「親子みたい」と言われていたことがある。その影響か、藁人形を終盤は彼も使い始めた。愚痴が多く、常にぼやいている。初登場時は眼鏡を掛けておらず、顔や性格、言葉遣いなどが全面的に異なっていた。趣味はパソコン。ナガシマ監督を嫌っている。終盤ナガシマのツッコミ役になって、登場回数は増え、15巻では暴力的なキャラに。次回作の『ゴーゴー!ゴジラッ!!マツイくん』から作品の設定が変わり、怪しげな魔術、巧みな変装を得意とする作品一の悪役になった。『いけいけ!!スワローズ』のレギュラーキャラの一人である。通称ノムさん。
背番号は73。
マルヤマコーチ（丸山完二）
1990年就任。ノムラ監督の側近（茶飲み相手）。『いけいけ!!スワローズ』のサブレギュラーの一人である。
背番号は80。
ナガシマカズシゲ（長嶋一茂）
ヤグルトの内野手。1988年ドラフト1位で入団したナガシマシゲオの息子。当初は人気の面で他の野球選手達と比較されるなど、比較的に良い扱いだった。しかし成績が伸び悩むにつれ、人気ばかりのダメ選手として扱われるようになっていき、終盤では全ヤグルト選手から「いらない選手」と満場一致で扱われるなど、悲惨な役割が定着していった。当初はキヨハラ以上に大人気で、トンネルや三振をしても、完投勝利のクワタよりはるかに大きな記事が新聞に載ったり、4打席4三振でヒーローインタビューされたりして、クワタに激しく嫉妬されたほどだった。
父に似て、父以上の天然ボケな性格。前述の「いらない選手」とされた後も、涼しい顔をしていられるほど鈍感で危機感が足りない。ノムラいわく「幸せな奴」（ただし父の行き過ぎたパフォーマンスや女装した父に眉をひそめていることも）。打撃もダメだが守備が極めて下手で、ボールが飛んで来ると「キャン!」と言って顔を背け、後ろに逸らしてしまう。クワタいわく「小学生以下」。父と共に出てくることが多く、モリ監督に「能天気親子」と称されている。イケヤマたちと仲が良い。キヨハラ、クワタより年齢が一つ年上（プロ選手としては後輩のため、作中で二人に対して当初は敬語を使っていたが、終盤ではクワタに対してタメ口になっている）。通称「カズちゃん」。作中で父の思惑から、カイアンツ移籍を匂わせたネタが度々あり、1993年、トレードで本当にカイアンツへ移籍。初登場時はゲジマユだったが、途中から太マユに。顔もお坊ちゃん風に変更された。さらに連載後期から、太い首にタラコクチビルという実物に即した容姿になっていった。『いけいけ!!スワローズ』のレギュラーキャラの一人である。
普段は温厚だが、クワタに下剤を盛られそうになった時はイケヤマ・ヒロサワとともに彼を叩きのめした。その際、クワタにイケヤマ達と並んで「主力」と表現されていた。
背番号は3（登場時）→36（カイアンツ移籍後）。
イケヤマ（池山隆寛）
ヤグルトの内野手。通称「ブンブン丸」。当初は普通だったが、1989年ごろから顔と性格が変わる。5巻からキヨハラを「キヨ」と呼んで悪友的関係に。彼のボケに便乗して大ボケをかます形でクワタに次ぐサブ主人公格となり、登場シーンが急増する。ボケ、ツッコミを両方こなせる明るい性格。「イケトラコンビ」のヒロサワやカズシゲを伴って登場することが多い。自称、ショーネン隊（少年隊）のヒガシ（東山紀之）似。しかし、不気味な顔とモリ監督に言われたことがある。ノムラ監督の就任後は段々性格が落ち着いていき、ノムラの影響で暗い性格になったり、監督命令からブンブン振り回せないでいるためにストレスで、一気に爆発したことがある。1度、クワタに誘拐されて、ハラ（アキヤマの代わり）とともに西部の助っ人（パークレオの代わり）として試合に出場、珍しいヤグルト以外のユニフォーム姿を披露したことがある。作品の終盤頃はノムラをなだめているシーンが多くなっていき、『ゴーゴー!ゴジラッ!!マツイくん』では、フルタと共にノムラの悪行に振り回されている役回りが定着している。『いけいけ!!スワローズ』のレギュラーキャラの一人。
背番号は36（登場時）→1（1992年以降）。
ヒロサワ（広沢克己）
ヤグルトの4番打者。外野手（本職は一塁手）。通称「トラ」。渥美清にそっくりの顔で顔のサイズが大きい。イケヤマとのコンビ出演が多く、チームではイケヤマ、カズシゲに次ぐ存在である。『ゴーゴー!ゴジラッ!!マツイくん』ではサブレギュラー並に活躍している。『いけいけ!!スワローズ』のレギュラーキャラの一人。
背番号は8（登場時）→80（カイアンツ移籍後）。
ワカマツ（若松勉）
ヤグルトの外野手。ヤグルト一筋19年のベテランバッター。しかし衰えから出場機会が減っていたため、この漫画ではほとんど出番がなかった（『いけいけ!!スワローズ』では引退間際にスポットが当たっている）。1989年現役引退。
背番号は1。
ナイトー（内藤尚行）
ヤグルトの投手。別名「ギャオス・ナイトー」。大きなごつい顔が特徴。試合中は常に「ギャオース!ギャオース!」と吠えている喧しい選手。投手ながらバッティングセンスは良く、キヨハラをビビらせるためにかみついたことがあるが、彼にノせられてリンボーダンスをやってしまうノリの良さも持つ。『いけいけ!!スワローズ』のレギュラーキャラの一人であり、かなりのアホキャラとして描かれている。
背番号は24。
イトー（伊東昭光）
ヤグルトの投手。1988年はリリーフから最多勝を獲得した。クワタに呪いの手紙を送りつけられそうになったことがある。ボテボテのサードゴロをナガシマのエラーからヒットにされ、2点を失う。
背番号は18。
タカノ（髙野光）
ヤグルトの投手。面長な顔が特徴。先発投手として度々登場しているが、地味で目立たない。「先発のタカノだよ〜ん」と言ったことがある。
背番号は34。
オバナ（尾花高夫）
ヤグルトの投手。LP学園出身。キヨハラとクワタの先輩。「オバナだよ〜ん」と言いながら投球した。
背番号は32。
カワサキ（川崎憲次郎）
ヤグルトの投手。1991年オールスターゲームで先発するが、三連打を浴び降板。クワタに代えられてしまう。『いけいけ!!スワローズ』ではサブレギュラーの一人として活躍。
背番号は17。
ニシムラ（西村龍次）
ヤグルトの投手。1992年、オールスターゲームの選考に漏れ、クワタを首謀者にしてクドー、ハラの3人と共にゲームの邪魔をしに来た。作中での登場はこの回のみ。『ベロベロベースボール』などにも出演。
背番号は29。
アラキ（荒木大輔）
ヤグルトの投手。1987年の大運動会で、大玉転がしならぬ「デブ転がし」に参加していた。嫌がるアホーナーを強制的に転がしているシーンがある。作中で特に目立った活躍はなく、『ベロベロベースボール』ではヤマシタ（太洋）、モトキ（カイアンツ）の3人で「ダイスケトリオ」を組まされていた。
背番号は11。
フルタ（古田敦也）
ヤグルトの現正捕手。ヤエガシ同様、眼鏡がトレードマーク。1991年のオールスターゲームでは、キヨハラに誤ってバットでしばき倒されたことがあった。地味な扱いだが、『ゴーゴー!ゴジラッ!!マツイくん』から大幅に出演が増える。当初は暗めだったが、後々明るい性格にキャラが変わっていった。
背番号は27。
イーダ（飯田哲也）
ヤグルトの外野手。足の速い猿顔の1番打者。クワタの「矢ガモ事件」を連想させるネタを前に、思わずバッターボックスで泣いてしまったことがある。
背番号は58（登場時）→2（1991年以降）。
アライ（荒井幸雄）
ヤグルトの外野手。ぐるぐるほっぺと分厚い唇、小柄な体型が特徴の2番打者。オープン戦でクドーの球をセーフティバント、普通ならアウトのタイミングだったが、モリ監督がキヨハラの代わりのファーストを決めていなかったため、サードの彼の送球が抜けていってしまい、ラッキーなセーフとなった。『いけいけ!!スワローズ』では足が短いキャラだった。
背番号は10。
スギウラ（杉浦享）
ヤグルトの外野手。サードナガシマの守備をカバーする役回りで登場。『いけいけ!!スワローズ』では人の心を和ませる癒し系キャラになっている。1993年現役引退。その後コーチ職に。
背番号は9（登場時）→89（コーチ時代）。
アホーナー（ボブ・ホーナー）
ヤグルトの外国人内野手。1987年入団。通称「赤鬼」。サッカー、ラグビー、バスケットのボールをホームランにしてしまうパワーと長打力を兼ね揃えた現役の大リーガー。キヨハラに会いたがっていて、セキネ監督に頼んで会いに来た。日本語がわかるため、「デブ」という言葉に敏感で、言われると怒る。途中、セキネ監督に「痩せるまで契約しない」と言い放つ。同じデブキャラであるカガワと同様に扱われ、運動会ではカガワと共に「デブころがし」という意味で大玉代わりに使われた。「ソンナアホ〜ナ〜〜」という持ちネタがあり、キヨハラのスイングを扇風機代わりにするというボケをかましたこともある。また、全力で走る時に「しゃかかかか」という擬音が付く。
背番号は50。
デシンセー（ダグ・デシンセイ）
ヤグルトの外国人内野手。1988年入団。クワタからホームランを打つ1コマしか登場していない。
背番号15。
バリッシュ（ラリー・パリッシュ）
ヤグルトの外国人外野手。1989年入団。現実同様ワニの肉を食べる通称「ワニ男」。また、ペットとして野球が出来るワニを3匹飼育しているが、そのワニは食べない（本人いわく、他所はいいが家のワニはダメ）。苦手な物は生魚。1990年、板神に移籍。移籍後、ワニの肉禁止令が出されてしまう。
背番号15（ヤグルト）→45（板神移籍後）。

### 横はば太洋ホイールズ→横浜ペイスターズ
コバ監督（古葉竹識）
横はば太洋の監督。常に「コバ専用」と書かれている板で体を半分隠している。そうしなければ落ち着かないらしく、全身を見せるのを恥ずかしがっている（第1話では、節約のためにユニフォームを半分しか着ていないから、という理由が付けられていた）。1989年解任。その際、広島を3度日本一にした経験を愚痴にこぼしていた。1度だけ、完全なユニフォームを着た全身を見せたが、やはり恥ずかしがってすぐ半分隠れてしまった。
背番号は81。
スドー監督（須藤豊）
1990年就任。通称「スーやん」。明るい性格でスキンシップが大好き。元カイアンツの二軍監督で、当初はクワタのイヤガラセにやられっ放しだったが、後にその性格・行動パターンを熟知。クワタのイヤガラセを次々見破り、そのためクワタにとって数少ない天敵の一人になっている。高知出身で語尾が「…ぜよ！」となることが多い。
背番号は78。
ナカヤマ（中山裕章）
横はば太洋の投手。クワタに麻酔で眠らされ、誘拐された中継ぎエースの一人。また、ウシジマ（ロッデ）、ナカニシ（板神）の3人で火消し（リリーフ）トリオを結成している。後にはニウラとともに「横はば太洋銀行」の行員に扮してボケて、コバ監督に打ちのめされた。
背番号は19。
サイトーアキオ（斉藤明夫）
横はば太洋・横浜のベテラン投手。ひげを生やしていて、怖い顔だが気の弱い選手。1番レフトで出場したクワタと対戦したことがある。
背番号は17。
ニウラ（新浦壽夫）
横はば太洋のベテラン投手。1988年出場したオールスターゲームにて、イシゲのでかい鼻が原因で呼吸困難に陥ったことがある。後にはナカヤマとともに「横はば太洋銀行」の行員に扮してボケて、コバ監督に打ちのめされた。
背番号は28。
ノムラ（野村弘樹）
横はば太洋・横浜の投手。LP学園出身。クワタ曰く「試合では見下したピッチングだが、普段は腰の低い男」。しかし実は普段も態度が悪く、クワタを思いきり見下している。
背番号は21。
エンドー（遠藤一彦）
横はば太洋の投手。作中では出番は少なかったが、1990年はクローザーとして復帰し、スドー監督に信頼されている場面もある。
背番号は24。
タニシゲ（谷繁元信）
横はば太洋・横浜の捕手。小さい前歯と丸顔が特徴。1989年ドラフト1位。週刊誌曰く、「高校出と思えない抜群のセンス」。クワタのイヤガラセでボウリングやラグビーなどのボールをぶつけられて、「大人なんてキライだー!」と泣き出した。その後クワタとは日本人対外国人の回でピッチャー（クワタ）とキャッチャー（タニシゲ）でバッテリーを組んでいる。
背番号は1→8。
イチカワ（市川和正）
横はば太洋・横浜の捕手。前述の1番野手で出場したクワタがランニングホームランを狙った際、サイトーアキオと共に阻止。その後アキオを抱きかかえて喜んでいた。
背番号は33。
タカギユタカ（高木豊）
横はば太洋・横浜の内野手。スドー監督お気に入り。クワタが掘った落とし穴を、スドー監督の指示で見破ったことがある。
背番号は3。
チョーシ（銚子利夫）
横はば太洋の内野手。東西対抗戦で起きたスタメンサード争奪戦に参戦。知名度の問題から、ニシムラ、フルヤと共に真っ先に脱落した。
背番号は22。
タシロ（田代富雄）
横はば太洋の内野手。横はばの超大型扇風機。三振王。コバと共に第1話から登場したキャラだが、その後はほとんど出ていない。初登場時は普通の顔だったが、『ベロベロベースボール』出演時には一回り顔が大きくなっている。
背番号は26。
ヤマシタ（山下大輔）
横はば太洋の内野手。1988年、ベテラン対若手の試合に一コマだけ登場しているが、実際の山下は、この年シーズン前に突如現役引退。作中、出番はないが『いけいけ!!スワローズ』など、他の野球漫画に登場していて、ハゲネタが多い。
背番号は1。
ヤシキ（屋鋪要）
横はば太洋・横浜の外野手。盗塁王。両リーグナンバーワン投手コンテストの牽制球対決でランナーとして登場、クワタにマジックハンドでノックアウトされる。長年の経験で、結構なリードをとっても十分帰塁できるらしい。コバ監督時代は監督が隠れるための板を持つ役での登場が多かった。1993年解雇。カイアンツに移籍。
背番号は31（登場時）→00（カイアンツ移籍後）
ヤマザキ（山崎賢一）
横はば太洋・横浜の外野手。群集シーンに登場していただけで、台詞はない。『いけいけ!!スワローズ』でパチョロックが彼に変装していたことがある。
背番号は2。
ポンシェ（カルロス・ポンセ）
スーパーマリオそっくりな横はば太洋の外国人外野手。コバ監督専用の板持ち係。常にやらされているが、内心はコバを変人と思っている。落ち着いているが、器の小さい所がある。
背番号は7。
パチョロック（ジェームズ・パチョレック）
横はば太洋・板神の外国人外野手。1988年入団。一塁走塁中のクワタに「ワタシはアホ!!」と書いた張り紙を背中に張られた。1992年板神に移籍。板神では同じくクワタにボールを大量に投げつけられ、他の選手達ともども頭をこぶだらけにされた。
背番号は14（横はば太洋）→42（板神）。
ミャイヤー（ジョーイ・マイヤー）
横はば太洋の外国人内野手。1990年入団。同年退団。クワタは自作した彼にそっくりの着ぐるみを着て、変装したことがあり、スドー監督は直ぐに気付かなかった。作中に登場しているアケボノ（曙太郎）は彼の従兄弟である。
背番号は23。

### 板神タイガンス
ヨシダ監督（吉田義男）
板神の監督。チームを21年ぶりにリーグ優勝へ導いた名将だが、1987年はチームが最下位に沈んだため、パ・リーグ入りを熱望し、「セ・リーグに帰りたくない」と言い出すなど、すっかり弱気に性格が変わってしまっている。身長が低いせいでよく子供扱いをされ、近くにいても誰にも気づかれない。同年解任される。次回作の『ゴーゴー!ゴジラッ!!マツイくん』では、10年ぶりに再登場している。
背番号は81。
ムラヤマ監督（村山実）
1988年就任。元は熱血だったが、パース退団やチームの不調から泣いている場面が定着した。怒る時も泣く。一旦泣くと桶一杯以上の涙を流す。クワタに「連敗のショックでとうとうあの世に」とからかわれ激怒した(実際の村山は1998年に直腸がんで死去)。1989年解任。
退任時は、最後だからとやたらニコニコしながらたびたび登場していたが、クワタに煽られて結局号泣。彼を打者としたささやかな退団セレモニーで投球するが、意外といいボールを投げた結果、クワタにおだてられてカイアンツのバッティングピッチャーにされてしまった。
背番号は11。
ナカムラ監督（中村勝広）
1990年就任。1992年、久々に優勝戦線に加わるが敗退。作中で出番は少ないが、『ベロベロベースボール』など、多くの漫画に出演している。ミスター・スポックのような髪型と作中でいじられている。初登場は13巻でクワタが三振ならぬ板神の山を作った時。
背番号は71。
カケフ（掛布雅之）
板神の内野手。通称「ミスタータイガース」。愛称カッちゃん。猿顔扱いされたことがある。太鼓の音に弱い。往年の主砲だったが、作中では全盛期が過ぎ腰痛に悩まされるみじめな扱いが多かった。1988年現役引退。次回作の『ゴーゴー!ゴジラッ!!マツイくん』では、パースと共にハラの引退試合にゲストで6年ぶりに登場した。
なお一度、キヨハラが見た夢の中で、タツナミになって中日のユニフォームを着ていたことがある。
背番号は31。
オカダ（岡田彰布）
板神の内野手。ひょっとこ顔。当初は女装したマユミにツッコミを入れていた。パースが一時帰国した際には相手チームに威圧感を与えるためにパースそっくりの着ぐるみを着ていたこともあるほか、新球団誕生記念12球団東西対抗戦ではクワタの絶好球に対して西軍監督のホシノから「よーし絶好球だ！オカダ打てー」と言われたのに反応してしまい剣道の格好をして竹刀で「おめーん」とボールを打つ大ボケをかまし、怒ってハンマーを持ち出したホシノに追いかけ回された（自軍監督のムラヤマは「やっとウチの選手が目立ったで」と、涙を流して喜んでいた）。1993年オリッグスに移籍。
背番号は16（登場時）→10（オリッグス移籍後）。
マユミ（真弓明信）
板神の外野手。名字が「マユミ」なため、オカマや女装ネタが多い。キヨハラに「マユミちゃーん」と言われ、本人も「ハーイ！」と答え、セーラー服姿で女装する。当初は乗せられている感じだったが、後に自らノリノリでやるようになりブリッ子口調を取る。ムラヤマ監督から女装の件で「こんな恥ずかしいことをしたらトレードに出すで!」と言われ、木槌で叩かれていた。5巻では本当の女性にコンバートされた（チームメイトのオカダに「マユミさん、えーかげんにしなさいよ」と言われていた）。
背番号は7。
タオ（田尾安志）
板神の外野手。1巻の西部との試合で2番打者として1回だけ登場。その後、『モリモリッ!ばんちょー!!キヨハラくん』では楽ちん（東北楽天ゴールデンイーグルス）の監督として18年ぶりに再登場した。『ベロベロベースボール』では2回程登場。
背番号は8。
イノマタ（猪俣隆）
板神の投手。正面から見ると口が顔の横に付いた、特徴的な顔をしている。1992年、甲四園のラッキーゾーン撤去からホームランが減り、気分的に楽に投げられるようになって活躍した。元は気が弱い性格でノーコン。ラッキーゾーンに化けたキヨハラに動揺して、打ち崩された。
背番号は25。
ナカダコージ（仲田幸司）
板神の投手。通称マイク・ナカダ。沖縄県コーナン高校出身。キヨハラとクワタが高校一年で出場した甲四園にて、コーナン高校代表のエースとして出場していた。イノマタ同様、ノーコン。気弱な性格。
背番号は34。
ナカニシ（中西清起）
板神の投手。細目のリリーフエース。ウシジマ、ナカヤマの3人で火消し（リリーフ）トリオを結成している。
背番号は19。
イケダ（池田親興）
板神の投手。自分の先発試合に乱入して、大ボケをかますキヨハラを前に戸惑い、いきなりオチアイにホームランを打たれた。
背番号は18。
ナカゴミ（中込伸）
板神の投手。1989年ドラフト1位。クワタに潰された一人。足を移動式クレーンで引っ張られ、股裂きにされてしまった。その際「ナマゴミ」と言われ、ムラヤマ監督がクワタに激怒した。
背番号は99。
ユフネ（湯舟敏郎）
板神の投手。1993年オールスターゲームに出場。マウンド上で「湯船につかるユフネ」というギャグを見せる。湯上り状態から投球した。
背番号は15。
トーヤマ（遠山奬志）
板神の投手。初めてクワタの呪いをかけられた第1号。その後『ゴーゴー!ゴジラッ!!マツイくん』で13年ぶりに登場した。当初は名前だけの登場だったが、『マツイくん』でははっきり似顔絵が描かれていた。キヨハラ、クワタの同期。
ヒラタ（平田勝男）
板神の遊撃手。帰国したパースの代わりに、パースの着ぐるみ役の交代シーンで登場（オカダと交代した）。普段から地味で非常に目立たない。
背番号は30。
ヤギ（八木裕）
板神の内野手。群衆シーンに多く登場しているが、台詞がない。次回作以降も存在はモブだったが、『モリモリッ!ばんちょー!!キヨハラくん』で新球団「バンチョーズ」の一員に抜擢され、初めてスポットが当たる。
背番号は3。
キド（木戸克彦）
板神の正捕手。LP学園出身。LPの合同練習に参加している一人だが、出番は少ない。『ベロベロベースボール』に登場した際は髪が抜け、額が広いことをネタにしていた。
背番号は22。
カメヤマ（亀山努）
板神の外野手。通称「カメちゃん」。1992年に頭角を現す。ヘッドスライディングなどのオーバーアクションが得意。しかし回りがボケすぎているためか、イマイチ目立てない。
背番号は00。
シンジョー（新庄剛志）
板神の外野手。15巻の表紙に登場しているキャラだが、群衆シーンに登場したのみでセリフはない。次回作の『ゴーゴー!ゴジラッ!!マツイくん』から多少出番が増える。
背番号は63（登場時）→5（1993年以降）。
パース（ランディ・バース）
板神の外国人内野手。三冠王2回の史上最強の助っ人。実家は牧場。牛の乳搾りを球場内でやった程、帰国後は牧場経営をしたがっていた。1988年、シーズン途中で退団。その後自分にそっくりの着ぐるみでオカダ、ヒラタ、ミズノ（カイアンツ）が彼に変装している。カガワやアホーナーと同様にデブキャラとしても扱われ、運動会では彼らと共に「デブころがし」という意味で大玉代わりに使われた。次回作の『ゴーゴー!ゴジラッ!!マツイくん』では、カケフと共に、ハラの引退試合にゲストで6年ぶりに登場した。
背番号は44。
ジョーズ（ルパート・ジョーンズ）
板神の外国人外野手。1988年に緊急帰国したパースのかわりに入団した外国人選手。スキンヘッドだったため、クワタはお坊さんと間違えた。4巻「がんばれ! クワタくん③」最後のページにも1コマ登場。
背番号は00。
プィルダー（セシル・フィルダー）
板神の外国人内野手。1989年入団。バットを叩きつけた反動で小指を骨折。その怪我が元で本塁打王を逃してしまい、悔し涙で号泣した。その年限りで退団。帰国後は大リーグで二冠王に輝き、『ベロベロベースボール』で再登場している。
初登場は上記の号泣するシーンではなく、7巻でカイアンツのサイトーに三振に打ち取られる1コマ。
背番号は44。
キャーオ（マット・キーオ）
板神の外国人投手。元大リーガーの通称「モジャモジャ外人」。キヨハラの大ボケにリズムを崩し、ホームラン級の大飛球を打たれた。
1巻の「完全版!オールスター名鑑」では「キャーオ」だったが、2巻で実際に登場した時は、誤植なのか「キャーオー」になっていた。
背番号は4。
オマルー（トーマス・オマリー）
板神の外国人内野手。1991年入団。14巻の表紙に登場しているキャラクターの一人だが、作中ではほとんど出番がなかった。初登場は13巻でクワタが三振ならぬ板神の山を作った時。『ゴーゴー!ゴジラッ!!マツイくん』では多少出番が増えた。
背番号は1。

## 大相撲関係者
アケボノ（曙太郎）
大相撲力士。1991年の開幕戦の始球式で初登場。野球のボールが自分の手に小さ過ぎるからとバスケットボールを投げ、さらにわがままで無理矢理キヨハラvsノモの勝負をさせ、なぜか相撲をさせようとした。
「異種格闘ベースボール」では投手を務めた。バットの代わりにてっぽう柱を使い、投手ではつっぱり投法から剛速球を出した。キヨハラ曰く「自分より大ボケ」。10年後『モリモリッ!ばんちょー!!キヨハラくん』でK-1選手として、再登場している。
初登場の始球式の話、及び相撲部屋での話では「アケ『ボ』ノ」だったが、15巻の「異種格闘ベースボール」では「アケ『ポ』ノ」になっている。
コニシキ（小錦八十吉）
大相撲力士。作中一のデブ。登場シーンは全てデブネタ。初登場は新春プロ野球オールスター大運動会で、観戦に来て客席にいたところを、借り物競走の「あんたより太った人」でノモに選ばれた。同じ11巻のキヨハラ達が精神の修行でアズマゼキ部屋に入れられる話にも再登場。かくれんぼでクワタに脂肪の間に隠れられ、激怒した。
アズマゼキ親方（高見山大五郎）
アズマゼキ部屋（東関部屋）の親方。モリ・フジタ両監督からキヨハラ、クワタを預かり、2人に相撲のけいこをさせた。「四股を踏む」を「おシッコを踏む」と勘違いしたクワタに土俵の中でおシッコをされ、そのショックで気を失ってしまった。
ワカハナダ（若乃花勝）
相撲取りの兄弟の兄貴。「ガブリより」の意味を勘違いしたキヨハラに右腕をかみつかれた。
タカハナダ（貴乃花光司）
相撲取りの兄弟の弟。クワタと取り組をした際、強烈なぶちかましを見舞うが、クワタが頭につけていたハンマーで返り討ちにされた。
- これらの人物は読み切り作品『つっぱれ!タカハナダくん』（別名はドスコイくん）にも登場している。

## Jリーグ関係者

### ヨミウリペルティ（読売ヴェルディ）→ペルティ川崎（ヴェルディ川崎）
カズ（三浦知良）
日本のエースストライカー、通称「カズ」。初登場時(14巻)ではカタカナだったが、15巻ではひらがなになった。かずダンスというパフォーマンスを持ち、「異種格闘ベースボール」で「スパイク型バット」を使い、ノモの球を打ち(蹴り)返した。作者の描いたサッカー漫画「とるしえだっ!」にもラモズと共に登場しており、そこでは何度も悲惨な目に遭う不幸キャラになっている。現在「かっとばせ!キヨハラくん」に登場した中で、最後の現役選手。
ラモズ（ラモス瑠偉）
ペルティの司令塔。少しガラが悪い。カズ、キタザワ達との登場が多く、サッカーと野球を混合したキックベースボールでキヨハラ達と対戦した。引退後、「とるしえだっ!」にカズと共に登場しており、とるしえとは仲が悪い。作中の外国人キャラはセリフが漢字+カタカナの構成なのだが、彼は唯一、日本人キャラと同じ漢字+ひらがな構成のキャラ。(ただし初登場の話のみ漢字+カタカナの構成だった)
キタザワ（北澤豪）
通称：走るソバージュヘアー。長髪がトレードマーク。いつでもどこでも髪型を気にしている（髪は長〜いお友だち〜♪と歌いながら髪を梳かしている）。短気で、普段でも怒っているように見え、クワタにヘアースタイルを真似された時には激怒していた。
「異種格闘ベースボール」にも参加していたが、その時は名前がキタ「サ」ワになっていた。試合にはサードとして出場したが、ヤワラちゃんに背負い投げを食らって飛ばされてきたキヨハラの下敷きになってしまった。

タケダ（武田修宏）
フジカワ（藤川孝幸）
ハシラタニ（柱谷哲二）
タケダとハシラタニは群衆シーンに登場。フジカワはGKとして、対西部とのサッカー対決に参加した。

### 鹿島アントレーズ（鹿島アントラーズ）
あるしんど（アルシンド）
頭頂部がカッパにそっくりな選手。カッパ同様、頭のハゲが乾くとパワーダウンする。キヨハラを知らない。プロ野球チーム対Jリーグチームのキックベース大会が起きるきっかけを作った。
じーこ（ジーコ）
あるしんどの同僚。あるしんどと仲が良く、頭のハゲが乾いた際は常にじょうろで水をあげている。

### チーム名不明（ジュビロ磐田）
ナガヤマ（中山雅史）
通称ゴン。「異種格闘ベースボール」に参加していた一人だが、活躍は無かった。『ゴーゴー!ゴジラッ!!マツイくん』では日本代表選手の一人として群衆シーンに登場していた。

## その他のスポーツ選手
オーニタ（大仁田厚）
プロレスラー。「異種格闘ベースボール」に参加。非常に熱い熱血漢。常に泣きながら吠えている。捕手として、アケボノの剛速球をマスクなしの状態から頭面で受け、また有刺鉄線でのイヤガラセに「サイコーじゃあ〜〜」と叫ぶ、かなり異常な性格。「イヤガラセが通じない」とクワタは降参してしまう。
マイグ・ダイソン（マイク・タイソン）
プロボクサー。元世界ヘビー級チャンピオン。キヨハラに乱闘の指導をするためにホシノ監督が連れてきた。ホシノ監督すら手が付けられない凶暴な性格だが、キヨハラとクワタの大ボケにリズムを崩し、敗北してしまう。名前が無い者やセリフが無い者を除き、作中唯一、日本語を喋らなかった外国人キャラ。
カール・ロイス（カール・ルイス）
陸上競技の選手。「異種格闘ベースボール」に参加。バットを尻の穴に突っ込んでバントした。ナガシマ監督は彼が自分の友達だと一方的に思い込んでいる。
マイケロ・ジョータン（マイケル・ジョーダン）
バスケットボール選手。「異種格闘ベースボール」に参加。外野を守っていた。左中間の飛球を得意のジャンプでキャッチしたが、近くにバスケットゴールを置くというクワタの戦略にはまり、ボールを落としてしまう。
タムラリョーコ（田村亮子）
柔道選手。「異種格闘ベースボール」にセカンドとして参加。タックルしてきたキヨハラ相手に背負い投げを仕掛けたが、そのせいでサードのキタサワが彼の下敷きになったうえに、キヨハラを先に進ませる結果となってしまった。『ゴーゴー!ゴジラッ!!マツイくん』や『モリモリッ!ばんちょー!!キヨハラくん』にも登場している。
タテキミコ（伊達公子）
テニスプレーヤー。「異種格闘ベースボール」に参加。ラケット型のバットでノモのフォークを打ち返した。

## 芸能関係者
D.D.ガールズ（C.C.ガールズ）
現役のアイドルユニット。1992年オールスターに登場したゲスト。オールスターのセレモニーでダンスを披露。それに対抗してキヨハラ、クワタは「K.K.ボーイズ」と名乗り、盆踊りを踊った。
ウチダユキ（内田有紀）
現役のアイドル。最終回のスペシャルゲスト。クワタに花束を贈呈した。

## オリジナルキャラクター
ごくらく寺のおしょう
2巻に登場。キヨハラが山篭り中、世話になったお寺の和尚。カイアンツを首になったザンチェはそこで「生きた仏像」のアルバイトをしていた。元は作者が描いた漫画「それいけ!ヤダ念」に登場する主要人物の一人である。
サンタクロース
13巻に登場。江戸っ子サンタで「サンタチョップ」、「サンタキック」などの必殺技を持っている凶暴な性格。彼に似てトナカイも皆凶暴。本人いわく、プレゼントは靴下に入れなければ発作が起きるらしい。
板神ファンの幽霊
14巻に登場。甲四園球場に出没するオッサンの幽霊。昨年甲四園球場で試合を観戦中、枝豆を喉に詰まらせて死去。1992年好調な板神を前に死ぬに死にきれず、幽霊となって甲四園球場にとりついてしまう。自分をバカにしたクワタに取り憑いて操ろうとするが、キヨハラに苦手な納豆を大量に浴びせられ、逃走。しかし、同じ幽霊の板神応援団が数多くおり、彼らとともに戻ってきた。

## 動物キャラ
ワニ
7巻に登場したパリッシュのペット。3匹もいて、キヨハラ・クドー・ワタナベとの野球対抗戦をしたが、クワタのデッドボールで主人のパリッシュと共に怒り狂い、3選手ともワニに頭噛みつかれながらも練習場に帰って来た。
馬のホース
10巻に登場。「ニンジン早食い競争」で西部側がコマダの対戦相手として連れてきた本物のウマ（モリ監督は「ウチに入団してきた新外人」と言い張った）。しかし、ウマ人間のコマダには敵わなかった。
牛
12巻に登場。ノモの親友で数頭いる。ノモと共に球場についてきた。
巨大ゴキブリの田中
15巻に登場。クワタの飼育した人間と同じサイズの巨大ゴキブリ。知能指数は高く、人間と同じように怒り、泣くことができる。
サルのサルワタリ
15巻に登場。クワタとキヨハラが山で知り合った巨大猿。野球がうまく、剛速球のストレートを投げてキヨハラを圧倒した。

## その他
カワイ（河合じゅんじ）
キヨハラくんの作者。枠線の裏側から登場しては、自虐ネタを披露。キヨハラのCM出演の際に使われた、「Kスタジオ」のCMディレクターとしてとして数コマ登場したこともある。
最終回では、キヨハラに花束を渡す役の西部の大ファン・ヨシナガサユリ（吉永小百合）の似顔絵が描けず、マツイを代役にしたため、「河合のバカー!」とキヨハラに殴られた。
ムラナカ監督（中村順司）
LP学園野球部の監督でキヨハラ、クワタの恩師。卒業生を集め、合同練習やLP学園出身者で「LPガクエンズ」を結成して、プロ野球界に殴りこもうとしたことがある。バント以外のバッティングを認めない。
教科は国語担当で、チョーク投げが必殺技。
パリーグ会長（堀新助）
プロ野球パリーグ会長。南海、板急、近鉄の3球団連合軍チームに対して、外人枠を5人まで許すことを決める。
オチアイの奥さん（落合信子）
夫に「かーちゃん」と呼ばれている。オチアイが最も恐れており、常に夫を尻に敷いている。結婚してだらけたクワタの尻を引っぱたき、ハッパをかけたことがある。
オチアイフクシ（落合福嗣）
オチアイの一人息子。名前は最終回で初めて出た。初登場時は赤ん坊であったが、作中で唯一登場する度に成長している。どこでもオシッコをしてしまう癖がある。

## 註
1. ↑  1991年、桑田は不動産の焦げ付き問題に巻き込まれ、購入した物件がバブル崩壊で多額の借金を抱えることになった。作中ではこの時期、クワタの家がろうそくの不始末から全焼し、そのためクワタはアルバイトをしていた。現実世界でも（ずっと後の話だが）2010年に桑田の実家が火事になり、父が死亡している。
2. ↑  コミックス9巻より。
3. ↑  板急・近鉄・南海の連合軍相手に登板した際、外人打者3人連続でデッドボールを投げ、「ヘヘン、避けられない方が下手なんだよ!」と悪態をつきながらスケボーで逃げたことも。
4. ↑  ただし第一球の投球動作中に、あまりの緊張でガチガチになってしまったところを見かねたキヨハラに「わっ」という大声で脅かされて気絶、そのまま一球も投げずに降板するという扱いだった。
5. ↑  後継作品『ゴーゴー!ゴジラッ!!マツイくん』でもカイアンツの選手3人が正座したままバットを振らずにアウトになり、そのあとにおじぎをした表現があった。
6. ↑  ホシノ監督が「来年優勝するからウチは」と発言していた回。その翌年の1988年、実際に中日ドラゴンズはリーグ優勝した。
7. ↑  そのせいでフジタ監督の自宅を滅茶苦茶にしてしまった際には、堪忍袋の尾が切れたフジタ監督に噛みつかれてしまったこともある。
8. ↑  そのほか、後継作品ではタイエーの監督になっているが、監督就任時や2000年の日本シリーズなどがある。
9. ↑  作中にそのシーンは無く、2人の引退試合での絡みで語られるだけ。
10. ↑  1987年のオールスターゲームで振り逃げしたキヨハラにのせられゼッコーチョーのポーズをして捕球ミスをしたり、飛行機で出された飴を器ごと食べてしまう等。
11. ↑  実際の中畑は2011年のシーズン終了後に後身球団・横浜DeNAベイスターズの監督に就任し、2012年から2015年まで指揮を執った
12. ↑  綱引きでは近鉄のノモの好物である干し草欲しさによる牛力と互角になったことがある（最後は綱が切れたので勝負は無効となった）。
13. ↑  その際はクラブハウス内のパネル前でクワタに落書きされながら散々罵られるというものであったが実はそのパネルは本物のヤマクラが扮しており、「クワタくん、よ～く分かったよきみの気持ち」と怒りながら正体を現し、一緒にいたナカオに「クワタってこーいうヤツだから気をつけた方がいい」とアドバイスしながら5発ぶん殴った。
14. ↑  東京ドーム開場記念12球団トーナメント第1戦の西部対中日戦に出場、黄色い歓声を浴びていた西部先発のクドーに対して「ケガばっかりしやがって」とブーイングの嵐を浴びせられたため、ホシノから「人気の点で負けている」という理由で代打にナガシマカズシゲを出されるという理不尽な扱いを受けた。
15. ↑  一度、口の中にニンジンを縦に入れようとして引っかかってしまい喋れなくなったコマダの台詞を通訳している。
16. ↑  クワタはモトキがカイアンツに来たら自分が目立たなくなるからと、わざと負けてタブチに花を持たせようと考えていたが、オーナーに減俸をほのめかされたため、本気で投球した。
17. ↑  「10.19決戦」のこと
18. ↑  現実の1989年の日本シリーズ第1戦においても、大石は斉藤雅樹から先頭打者ホームランを放っている。ただ、漫画では、第1戦の場所は実際とは異なり、東京ドームであった（実際の第1戦は藤井寺球場で行われた）。
19. ↑  このキャッチフレーズは稲尾和久の「神さま、仏さま、稲尾さま」に由来する。
20. ↑  実況は「7人」と言っているが、絵的にはどう見ても6人である。
21. ↑  西部はキヨハラ⇔タイエーはカガワ+タイエースーパー1店舗。ただ、グラウンドに建てようとしたこともあり、モリ監督にさらに激怒された。
22. ↑  後述のようなパフォーマンスをやられた後で、怯えた西部ナインから「アリトーさんがうちの監督じゃなくてよかった…」とホシノの時と同様のリアクションを返されたことがある。
23. ↑  しかもその際キヨハラから「ロッデは給料安いからやめた方がイイっすよ」とバカにされてしまい、ヒガシオも同意していた。
24. ↑  昭和時代にロッテオリオンズ監督をしていた時はその逆であった。
25. ↑  が、その後で、キヨハラのファーストフライを捕ろうとして「かっこよくダイビングキャッチしてやれ」と色気を出し、キヨハラの仕返しでサーフボードに乗せられ、そのまま自軍ベンチに激突している。
26. ↑  現実の星野は生前（星野は2018年1月4日、膵臓癌のため死去）、「ユニフォームは戦闘服です」と公言していた。中日でチームメイトだった鈴木孝政は星野の死後、「星野さんは普段は優しい人で、僕にとっては良き兄貴のような人。でも、一度ユニフォームを着るとこれ以上なれるかっていうくらい、『鬼』になっていました」と語っている。
27. ↑  タイホーへのイヤガラセに来たクワタの正体を見抜き一打席勝負で敗れた彼に球団マスコットの中の人をやらせる、散々にイヤガラセをされてひどい目に遭った直後に「ペナントレースなんかどうでもいい、クワタさえメチャクチャに痛めつけりゃ満足」と自軍の選手全員とクワタの緊急トレードを成立させる、など。
28. ↑  実際の中日ドラゴンズが同年、オーストラリア・ゴールドコーストで春季キャンプを実施したことに因むもの。
29. ↑  ただし直前に大暴れして3塁側ベンチを破壊したうえ、「カイアンツは左投手が苦手だから」という理由で、自軍の助っ人として同じく敵情視察に訪れていたクドーを無理矢理もらうという条件付きだった。
30. ↑  オールスターに出られずいじけた時、など。
31. ↑  この時は現実の郭が帰化して日本人選手として登録されたため片仮名言葉ではなく普通に喋っている。帰化後の郭の本名は、佳久源治（読みは同じ）である。
32. ↑  セキネ監督の家でミーティングをする彼らの前にクワタが現れ、コーヒーに下剤を入れられるが、彼が底に名前が書かれた薬瓶を忘れて行ったため、飲む前に気づいた。
33. ↑  ただし初登場時は眼が点、口が一本線という、特徴が何もないのがかえって特徴的というキャラだった。
34. ↑  1979年・1980年・1984年の3回。
35. ↑  大洋が連載当時の1989年シーズンでの、巨人との対戦成績が5勝21敗と低迷していたため。
36. ↑  その経緯は、クワタは超特大バットで打席に入る→サイトーのフォークボールを超特大バットのグリップエンドでグラウンドにめり込ませて出塁→一塁のパチョロックに張り紙のイタズラをし、そのまま二塁へ→二塁を回られたところで、いつまで経ってもボールが取れないのに業を煮やしたサイトーがシャベルを持ち出す→クワタが三塁を回ったところでサイトーがようやく土ごとボールを掘り出すが、サイトーはクワタの持った高跳びのバーを思わず飛んでしまう→ホームイン直前、クワタはサイトーの掘った穴に落ちてしまい、そのままタッチアウトにされる→サイトー、捕手のイチカワと抱き合って大喜び、といった内容だった。
37. ↑  モリ監督もヒガシオに「来年の監督はオレ」と冗談を言われた際に（それだけではなく他の選手達の振る舞いもあってバカにされたと思ったためだが）桶一杯に涙を流し、ムラヤマ監督は後ろで唖然としていたことも。
38. ↑  ミズノの場合は、クワタと共謀して怪我から復帰したグロマティを騙す、というシーン。それを見たオーは、二人に選手を3人ずつ背負わせてランニングをさせるという罰を課した。
39. ↑  その後、クワタがバット姿になって自分がしたバットを叩きつけた反動を演出して首を骨折させられてしまう。
40. ↑  ただし、その時レフトを守っていたザンチェ(上述)の顔でアウトになった。